# 2С1
2С1 «Гвоздика» — советская 122-мм полковая самоходная артиллерийская установка. Первая в мире серийная плавающая гусеничная САУ.
Разработана на Харьковском заводе имени Серго Орджоникидзе. Главный конструктор шасси — А. Ф. Белоусов, 122-мм орудия 2А31 — Ф. Ф. Петров. «Гвоздика» предназначена для подавления и уничтожения живой силы, артиллерийских и миномётных батарей, а также для разрушения дзотов, обеспечения проходов в минных полях и полевых заграждениях.

## История создания
В 1945 году закончилась Великая Отечественная война, к тому времени на вооружении Советского Союза состояли в основном противотанковые и штурмовые САУ. Основным применением таких самоходных артиллерийских установок (САУ) было непосредственное сопровождение пехоты и танков и стрельба по вражеским целям прямой наводкой. В то же время в западных странах и США имелись САУ, предназначенные для ведения огня с закрытых позиций. Постепенно самоходная артиллерия в этих странах начала вытеснять буксируемую. Незаменимость самоходной артиллерии в локальных конфликтах стала очевидна, поэтому в период с 1947 по 1953 год были проведены изыскания по созданию новых самоходных гаубиц, однако в 1955 году по указанию Н. С. Хрущёва большинство работ по самоходной артиллерии было прекращено. Некоторое время спустя Министерство обороны СССР пришло к выводам, что стратегическая ядерная война маловероятна, так как приведёт к уничтожению обеих воюющих сторон. При этом более реальными могли стать локальные конфликты с использованием тактических ядерных вооружений. В таких конфликтах самоходная артиллерия имела неоспоримое преимущество перед буксируемой.
С отставкой Н. С. Хрущёва разработка самоходной артиллерии в СССР была возобновлена. В 1965 году на базе Львовского полигона советскими войсками были проведены масштабные учения с применением артиллерийских установок времён Великой Отечественной войны. Результаты учений показали несоответствие имевшихся на вооружении самоходных артиллерийских установок требованиям современного боя. С целью ликвидации отставания советской самоходной артиллерии от артиллерии стран НАТО в 1967 году выходит постановление ЦК КПСС и Совета министров СССР № 609—201 от 4 июля. В соответствии с этим постановлением была официально начата разработка новой 122-мм самоходной гаубицы для сухопутных войск Советской армии.
Предварительно ВНИИ-100 выполнил научно-исследовательскую работу по определению облика и базовых характеристик новой САУ. В ходе исследований были проработаны три варианта САУ. Первый — на базе шасси «Объекта 124» (в свою очередь, созданного на базе СУ-100П), второй — на базе многоцелевого транспортёра-тягача МТ-ЛБ, третий вариант на базе боевой машины пехоты БМП-1. Во всех вариантах основным вооружением являлась 122-мм гаубица с баллистикой Д-30. По результатам работ было выяснено, что шасси «Объекта 124» обладает избыточной грузоподъёмностью и массой, к тому же САУ лишится возможности форсировать водные преграды вплавь. Шасси МТ-ЛБ обладало недостаточной устойчивостью при стрельбе и не имело необходимого уровня допустимых нагрузок на ходовую часть машины. Оптимальным являлось шасси боевой машины пехоты БМП-1, однако П. П. Исаков добился запрета на использование БМП-1 в качестве базового шасси. Поэтому использовать в качестве базового было решено удлинённую и модифицированную базу многоцелевого транспортёра-тягача МТ-ЛБ. Полученные проработки легли в основу ОКР под наименованием «Гвоздика» (индекс ГРАУ — 2С1). «Гвоздика» должна была поступить на вооружение артиллерийских дивизионов мотострелковых полков для замены 122-мм гаубиц М-30 и Д-30.
| Таблица ТТХ аванпроектов 2С1, выполненных во ВНИИ-100 |                 |                 |                 |
| База                                                  | Объект 124      | МТ-ЛБ           | Объект 765      |
| Основные характеристики                               |                 |                 |                 |
| Экипаж, чел.                                          | 4               | 4               | 4               |
| Боевая масса, т                                       | 22,2            | 15,842          | 15,164          |
| Вооружение                                            |                 |                 |                 |
| Марка орудия                                          | Д-30            | Д-30            | Д-30            |
| Возимый боекомплект, выстр.                           | 100             | 60              | 60              |
| Пулемёт                                               | 1 × 7,62-мм ПКТ | 1 × 7,62-мм ПКТ | 1 × 7,62-мм ПКТ |
| Боекомплект пулемёта, патр.                           | 2000            | 2000            | 2000            |
| Подвижность                                           |                 |                 |                 |
| Марка двигателя                                       | В-59            | ЯМЗ-238         | УТД-20          |
| Тип двигателя                                         | дизельный       | дизельный       | дизельный       |
| Мощность двигателя, л. с.                             | 520             | 240             | 300             |
| Максимальная скорость по шоссе, км/ч                  | 63—70           | 60              | 65              |
| Запас хода по шоссе, км                               | 500             | 500             | 500             |

Головным разработчиком 2С1 был назначен Харьковский тракторный завод имени Серго Орджоникидзе, гаубица 2А31 (внутризаводское обозначение Д-32) проектировалась в ОКБ-9. В августе 1969 года первые четыре опытные САУ 2С1 поступили на полигонные испытания. Испытания выявили высокую загазованность боевого отделения. Одновременно, аналогичная ситуация складывалась и со 152-мм дивизионной самоходной гаубицей 2С3. В то же время для обеих самоходных артиллерийских установок были проработаны картузные варианты гаубиц. На базе 2А31 была разработана 122-мм гаубица Д-16 с картузным заряжанием. Вместо клинового затвора, цепного досылателя и зарядов в гильзе в Д-16 применялся поршневой затвор, пневматический досылатель и картузные заряды. Однако испытания показали, что недостатки у новой гаубицы Д-16 аналогичны, так как пламенность выстрелов осталась той же, при этом сохранилась та же кучность и дальность стрельбы. Кроме того, было выявлено неудобство при работе с пеналами зарядов, а также конструктивные недостатки пневматического досылателя, в результате чего, скорострельность оставалась на уровне базового орудия. Дальнейшее совершенствование конструкции Д-16 привело к созданию модернизированного образца под индексом Д-16М, который показал рост дальности стрельбы осколочно-фугасным снарядом до 18 км, благодаря увеличенной каморе и применению более мощных картузных зарядов.
В 1971 году 3 ЦНИИ в рамках НИР «Развитие» рассмотрел и провёл анализ результатов работ по картузным вариантам 122-мм и 152-мм гаубиц. Несмотря на полученные показатели, 3 ЦНИИ дал заключение о нецелесообразности ведения дальнейших изысканий по картузному варианту гаубицы 2А31. Основной причиной стало отсутствие на тот момент технического решения, позволявшего создать и ввести в эксплуатацию надёжные и безопасные заряды в жёстком картузе или сгорающей гильзе. Научно-технический задел по проведённым исследованиям было рекомендовано использовать при создании новых 122-мм осколочно-фугасных снарядов с улучшенной аэродинамической формой. Проблема же загазованности боевого отделения САУ 2С1 была решена другим способом, а именно, применением более мощного эжектора и гильз с улучшенной обтюрацией. В 1970 году постановлением ЦК КПСС и Совета министров СССР № 770—249 от 14 сентября, после доработок, самоходная артиллерийская установка 2С1 «Гвоздика» была принята на вооружение Советской армии. В 1972 году прошла государственные испытания и была принята на вооружение парашютная платформа 4П134, обладавшая полётной массой с грузом до 20,5 т. На этой платформе при помощи пятикупольной парашютной системы ПС-9404-63Р планировалось осуществлять десантирование самоходных гаубиц 2С1. Система в составе платформы 4П134, парашютной системы ПС-9404-63Р и САУ 2С1 прошла полный цикл испытаний, но на вооружение ВДВ не поступила в связи с разработкой 122-мм самоходной гаубицы 2С2 «Фиалка».

## Серийное производство
|                                             | 2С1     | 2С1М    | 2С1М1   | 2С34    | Rak-120 |
| ------------------------------------------- | ------- | ------- | ------- | ------- | ------- |
| Страна-разработчик                          | СССР    | ПНР     | Россия  | Россия  | Польша  |
| Начало серийного производства               | 1970    | 1971    | 2003    | 2008    | опытная |
| Боевая масса, т                             | 15,7    | 15,7    | 15,7    | 16      | 16      |
| Индекс орудия                               | 2А31    | 2А31    | 2А31    | 2А80-1  |         |
| Калибр орудия, мм                           | 121,92  | 121,92  | 121,92  | 120     | 120     |
| Длина ствола, клб.                          | 35      | 35      | 35      |         |         |
| Углы ВН, град                               | −3…+70  | −3…+70  | −3…+70  | −2…+80  | +45…+85 |
| Возимый боезапас, выстр.                    | 40      | 40      | 40      | 40      | 60      |
| Минимальная дальность стрельбы ОФС/ОФМ, км  | 4,2/—   | 4,2/—   | 4,2/—   | 1,8/0,5 | —/0,5   |
| Максимальная дальность стрельбы ОФС/ОФМ, км | 15,2/—  | 15,2/—  | 15,2/—  | 13/7,5  | —/12    |
| Максимальная дальность стрельбы АР ОФС, км  | 21,9    | 21,9    | 21,9    | 17,5    | —       |
| Максимальная дальность стрельбы УАС, км     | 13,5    | 13,5    | 13,5    | 12      | 10      |
| Калибр зенитного пулемёта, мм               | —       | —       | —       | 7,62    | —       |
| Модель двигателя                            | ЯМЗ-238 | SW-680T | ЯМЗ-238 | ЯМЗ-238 | SW-680T |

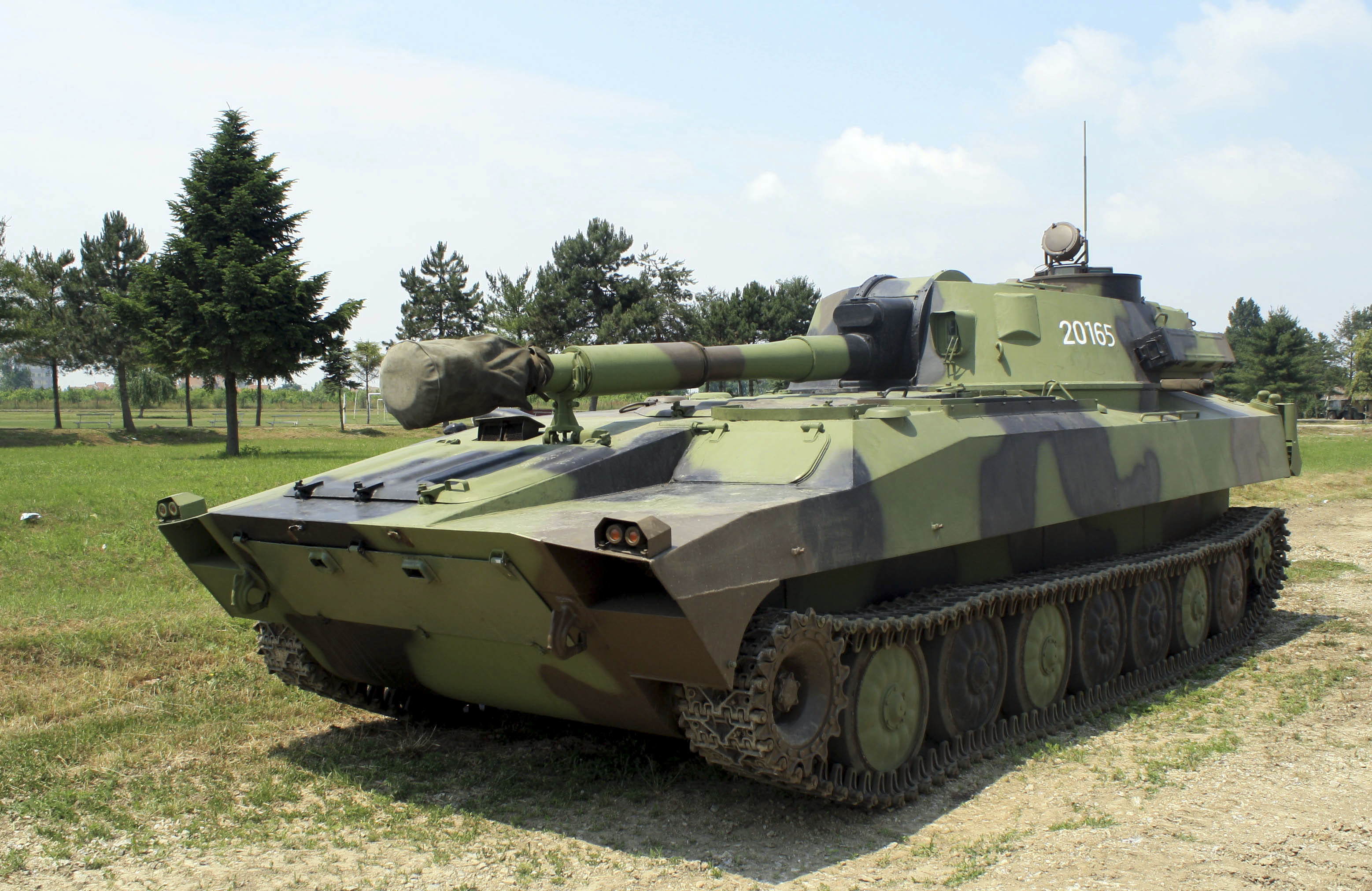
2С1 сухопутных войск Сербии

В СССР Серийное производство началось в 1971 году и закончилось в конце 1991 года. Также САУ 2С1 выпускалась по лицензии в Польше с 1971 года и Болгарии с 1979 года. В процессе выпуска польский вариант «Гвоздики» модернизировался. Вариант 2С1М Goździk оснащался дизельным двигателем SW680T, новыми опорными катками и изменёнными гидродинамическими щитками для движения по воде. САУ 2С1 болгарского производства поступали на вооружение Советской армии, ничем не отличались от советского образца 2С1. Всего за годы производства было изготовлено более 10 000 единиц 2С1. После прекращения производства, в Польше и России были разработаны модернизированные варианты.

## Варианты и модификации

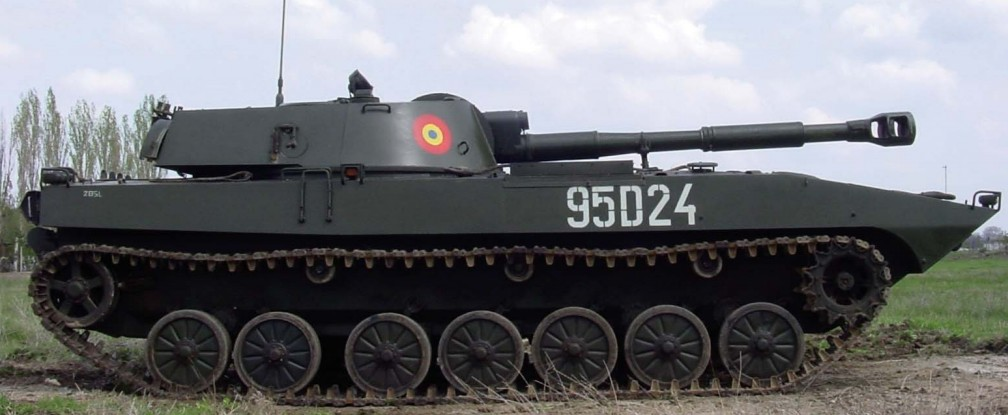
Model 89 - румынская модификация 2С1

- 2С1М1 — российская модернизированная версия с установкой АСУНО 1В168-1.
- 2С1TGO — турецкая модификация САУ «Гвоздика» с дальностью стрельбы 13 км и калибром 122 мм, нарезная гаубица. Была произведена около 50 штук из-за ограниченного финансирования проекта. Впоследствии они были заменены на американские М109.
- 2С34 «Хоста» — российский модернизированный вариант 2С1, в котором гаубица 2А31 заменена на орудие 2А80-1, а на башенку командира установлен 7,62-мм пулемёт ПКТ. Разработана в 2003 году и в 2008 году поступила на вооружение Российской Армии[6][14].
- 2C1T Goździk — польский модернизированный вариант с установкой АСУНО TOPAZ.
- Rak-120 — разработанный в 2008—2009 гг. польский модернизированный вариант с заменой орудия 2А31 на 120-мм гладкоствольный миномёт, оборудованный автоматом заряжания. Возимый боекомплект увеличен с 40 до 60 выстрелов, однако данные о начале серийного производства этой модификации отсутствуют[12][13].
- Model 89 — вариант, разработанный в Румынии в 1980-х годах. От 2С1 отличается базовым шасси — вместо модифицированной базы МТ-ЛБ использовано шасси БМП MLI-84[15]
- Raad-1 (араб. الرعد-1‎, Гром-1) — иранская 122-мм самоходная гаубица, разработанная в 1996 году и с 2002 года запущенная в массовое производство. От 2С1 отличается базовым шасси, вместо МТ-ЛБ используется иранская БМП Boragh[16].
- украинский вариант модернизации 2С1 — о намерении начать на Харьковском тракторном заводе модернизацию самоходных гаубиц 2С1 было объявлено 15 октября 2015[17], а в декабре 2015 года директор ХТЗ В. Губин сообщил о намерении восстановить на ХТЗ производство 122-мм самоходных гаубиц 2С1 с двигателями шведского производства[18]. В феврале 2016 года стало известно, что на ХТЗ передали три САУ 2С1. Программа их модернизации для вооружённых сил Украины предусматривает капитальный ремонт, установку новых дизельных двигателей Volvo шведского производства, нового электрооборудования, более современных средств связи и систему спутниковой навигации украинского производства[19].
- модернизированный вариант 2С1 для вооружённых сил Сербии — о намерении модернизировать 2С1 стало известно в 2019 году[20]. Переоборудованный образец САУ оснащëн новой системой управления огнём, улучшенной системой пожаротушения и кондиционером и отправлен на испытания в 2020 году[21]

## Конструкция

### Броневой корпус и башня
Самоходная гаубица 2С1 «Гвоздика» выполнена по ставшей классической для самоходной артиллерии башенной схеме. Корпус машины сварен из стальных броневых катанных листов, полностью герметичен и позволяет осуществлять преодоление водных преград вплавь. Корпус разделён на три отделения: силовое (моторно-трансмиссионное), отделение управления и боевое. В передней части корпуса по правому борту расположено моторно-трансмиссионное отделение. Слева от него находится место механика-водителя с органами управления шасси. В средней и кормовой частях корпуса располагается боевое отделение. На крыше корпуса на шариковый погон установлена сварная башня с вращающейся корзиной боевого отделения. В башне установлено орудие, а также места экипажа. По правому борту размещается сидение заряжающего, а также укладки под гильзы с зарядами, по левому борту в передней части башни установлено сидение наводчика и прицельные приспособления. За наводчиком размещено место командира САУ. Место командира оборудовано поворотной башенкой, установленной на крыше башни. В нише башни установлены две укладки с зарядами и снарядами для кумулятивных боеприпасов. В кормовой части корпуса установлены укладки под снаряды и заряды основного орудия. Подача в укладки может осуществляться с грунта через специальный кормовой люк. Бронирование САУ 2С1 обеспечивает противопульную и противоосколочную защиту экипажа. Толщина листов корпуса и башни достигает 20 мм.

### Вооружение

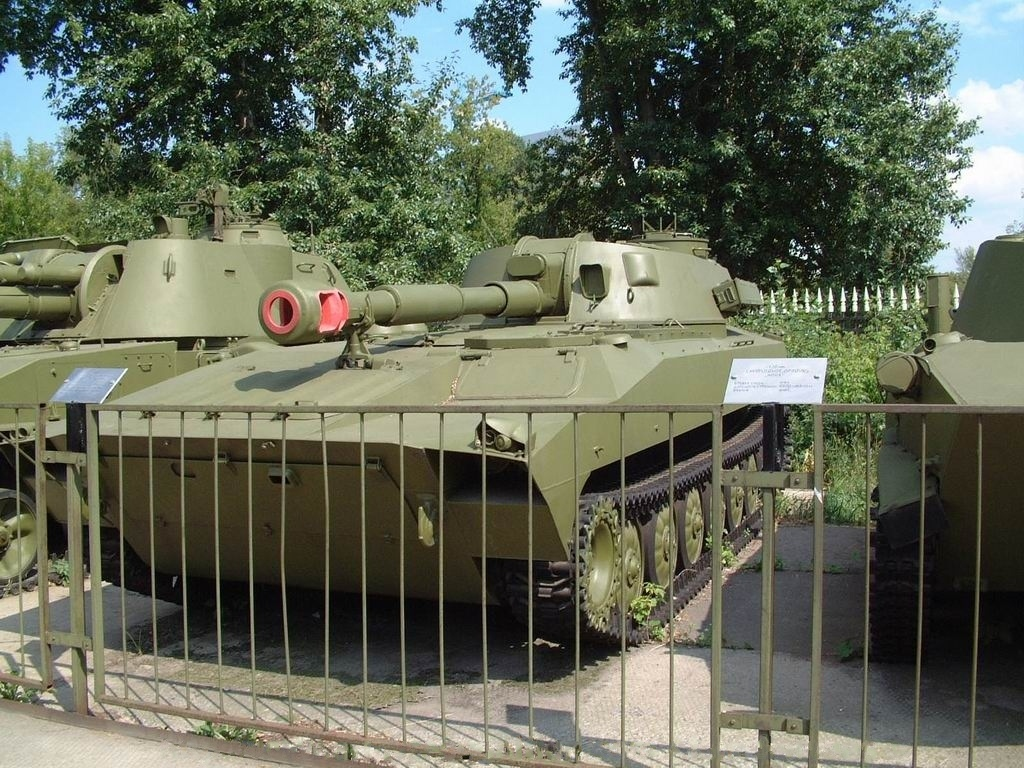
2С1 «Гвоздика». Центральный музей Вооружённых Сил

Основным вооружением САУ 2С1 является 122-мм гаубица 2А31. Орудие полностью унифицировано по баллистическим характеристикам и используемым боеприпасам со 122-мм буксируемой гаубицей Д-30. Ствол 2А31 состоит из трубы, казённика, эжектора и дульного тормоза. Длина трубы составляет 4270 мм. На внутренней части ствола на длине 3400 мм выполнено 36 нарезов с прогрессивной крутизной начиная от 3°57′ и заканчивая 7°10′. Длина зарядной каморы составляет 594 мм. Полная масса ствольной группы — 955 кг. Затвор орудия вертикально-клиновой, оснащён полуавтоматическим механизмом повторного взведения. На клине установлен лоток с удержником, который предотвращает выпадения снаряда из ствола на больших углах возвышения, а также облегчает ручное заряжание. При открытии затвора, удержник автоматически утапливается в клин и не препятствует экстракции гильзы. Полная масса затворной группы составляет 35,65 кг. Противооткатные устройства состоят из гидравлического тормоза отката веретённого типа заправленного жидкостью «Стеол-М» или «ПОЖ-70» и пневматического накатника, заправленного азотом или воздухом. Для стравливания давления при работе в различных температурных диапазонах, на тормозе отката установлен компенсатор пружинного типа. Цилиндры тормоза отката закреплены в казённике орудия. Максимальная длина отката составляет 600 мм. Труба орудия скреплена с люлькой, состоящей из двух обойм. В передней обойме находится кожух с закреплёнными цилиндрами противооткатных устройств. В средней части расположены крепления для бронемаски с цапфами. К задней части люльки смонтировано ограждение. На правой щеке для командира имеется механизм блокировки ручного спуска орудия, на левой — система рычагов с ручным спуском. Между щёками установлена откидная часть ограждения с электромеханическим механизмом досылания.

### Применяемые боеприпасы
В основной боекомплект гаубицы 2А31 входят осколочно-фугасные снаряды 3ОФ56 и 3ОФ56-1 с контактным взрывателем РГМ-2М, 3ОФ7 и 3ОФ8 с радиовзрывателем АР-30, а также снаряды 3ОФ24, 3ОФ24Ж, 53-ОФ-462 и 53-ОФ-462Ж, которые могут комплектоваться как контактными взрывателями РГМ2 или В-90, так и радиовзрывателями АР-5. Снаряды обладают начальной скоростью на полном заряде 690 м/с и максимальной дальностью стрельбы в 15,2 км. Для 2С1 разработаны корректируемые снаряды «Китолов-2М», имеющие возможность поражения бронетанковой техники в местах сосредоточения пусковых установок, долговременных оборонительных сооружений, мостов и переправ. Кроме того, предусмотрено использование осветительных и дымовых снарядов, а также снарядов-постановщиков радиопомех. Для борьбы с бронированной техникой в штатном боекомплекте 2С1 имеются 5 кумулятивных вращающихся боеприпасов 3БП1. Боеприпас способен пробивать 180-мм гомогенную броневую сталь на расстояниях до 2 км. Кроме того, стрельба по бронированным целям может вестись невращающимися кумулятивными снарядами 3БК6 и 3БК13 (пробивающими соответственно 400 и 460 мм гомогенной броневой стали). Для борьбы с живой силой противника в боекомплекте САУ 2С1 имеется шрапнельный снаряд 3Ш1, оснащённый поражающими стреловидными элементами, которые при разрыве боеприпаса разлетаются под углом 24°. Кроме того, для 122-мм гаубиц М-30 и Д-30 в СССР были разработаны осколочно-химические и химические снаряды, снаряжённые различными отравляющими веществами. Для повышения максимальной дальности стрельбы в Хорватии был разработан новый 122-мм артиллерийский снаряд M95 с зарядом «super charge», благодаря которому снаряд разгоняется до 718 м/с и имеет максимальную дальность стрельбы в 17,133 км. В 1997 году был разработан активно-реактивный осколочно-фугасный 122-мм снаряд с готовыми нарезами, позволяющий увеличить максимальную дальность стрельбы 2С1 до 21,9 км.
| Характеристики основных применяемых боеприпасов САУ 2С1 |                                           |                   |                 |                   |                                 |                                     |                            |
| Индекс снаряда                                          | Страна-разработчик                        | Масса снаряда, кг | Масса ВВ/ОВ, кг | Марка взрывателя  | Начальная скорость снаряда, м/с | Максимальная дальность стрельбы, км | Год принятия на вооружение |
| Кумулятивные                                            |                                           |                   |                 |                   |                                 |                                     |                            |
| 3БК6(М)                                                 | Союз Советских Социалистических Республик | 21,63             |                 | ГПВ-2             | 680                             | 2                                   | 1968                       |
| 3БК13                                                   | Союз Советских Социалистических Республик | 18,2              | 1,8             | В-15              | 726                             | 1                                   | 1981                       |
| 3БП1                                                    | Союз Советских Социалистических Республик | 14,08             |                 | ГПВ-3, ГКН        | 740                             | 2                                   |                            |
| Осколочно-фугасные                                      |                                           |                   |                 |                   |                                 |                                     |                            |
| 53-ОФ-462(Ж)                                            | Союз Советских Социалистических Республик | 21,7              | 3,67            | РГМ-2, В-90, АР-5 | 690                             | 15,2                                | 1930-е                     |
| 3ОФ7/3ОФ8                                               | Союз Советских Социалистических Республик | 21,7              | 2,98            | АР-30             | 690                             | 15,2                                |                            |
| 3ОФ24(Ж)                                                | Союз Советских Социалистических Республик | 21,76             | 3,97            | РГМ-2, В-90, АР-5 | 690                             | 15,2                                | 1970-е                     |
| 3ОФ56 (-1)                                              | Союз Советских Социалистических Республик | 21,76             | 4,05            | РГМ-2М            | 690                             | 15,2                                | 1982                       |
| 122 mm HE                                               | Иран                                      | 20,5              |                 | M577, M572        | 565                             | 15,6                                |                            |
| Type 54                                                 | Китай                                     | 21,7              | 3,5             | Liu-4             | 690                             | 15,2                                |                            |
| Type 83                                                 | Китай                                     |                   |                 |                   | 618                             | 15,6                                |                            |
|                                                         | Пакистан                                  | 21,7              | 3,52            | Liu-4             | 690                             | 15,2                                |                            |
|                                                         | Румыния                                   | 21,7              | 3,528           | РГМ-2, В-90, АР-5 | 690                             | 15,2                                |                            |
| M95                                                     | Хорватия                                  |                   |                 | РГМ-2, M557, M572 | 718                             | 17,133                              |                            |
| ERBB 122 HB                                             | /                                         |                   |                 |                   | 735                             | 20,05…21,9                          | 1997                       |
| Управляемые                                             |                                           |                   |                 |                   |                                 |                                     |                            |
| «Китолов-2М»                                            | Россия                                    | 28                | 5,3             |                   |                                 | 13,5                                |                            |
| Шрапнельные                                             |                                           |                   |                 |                   |                                 |                                     |                            |
| 3Ш1                                                     | Союз Советских Социалистических Республик | 21,76             | 2,075           | ДТМ-75            |                                 | 15,2                                |                            |
| Химические                                              |                                           |                   |                 |                   |                                 |                                     |                            |
| 53-ХСО-462Д                                             | Союз Советских Социалистических Республик | 23,1              | 3,3             |                   |                                 |                                     |                            |
| 53-ХСО-463Б                                             | Союз Советских Социалистических Республик | 22,2              | 1,325           |                   | 690                             | 15,2                                |                            |
| Дымовые                                                 |                                           |                   |                 |                   |                                 |                                     |                            |
| 3Д4(М)                                                  | Союз Советских Социалистических Республик | 21,76             | —               | РГМ-2             | 690                             | 15,2                                |                            |
| Осветительные                                           |                                           |                   |                 |                   |                                 |                                     |                            |
| 53-С-463(Ж)                                             | Союз Советских Социалистических Республик | 21,96             | —               | Т-7               | 687                             | 15,2                                |                            |
| 3С4(Ж)                                                  | Союз Советских Социалистических Республик | 22,01             |                 | Т-90              |                                 |                                     |                            |
| Агитационные                                            |                                           |                   |                 |                   |                                 |                                     |                            |
| 3А1(Д)(Ж)(ДЖ)                                           | Союз Советских Социалистических Республик | 21,5              | —               | Т-7               | 697                             | 15,2                                |                            |
| Постановщик помех КВ/УКВ                                |                                           |                   |                 |                   |                                 |                                     |                            |
|                                                         | /                                         | 21,79             | —               |                   |                                 | 15                                  |                            |

Снаряды для САУ 2С1 «Гвоздика»
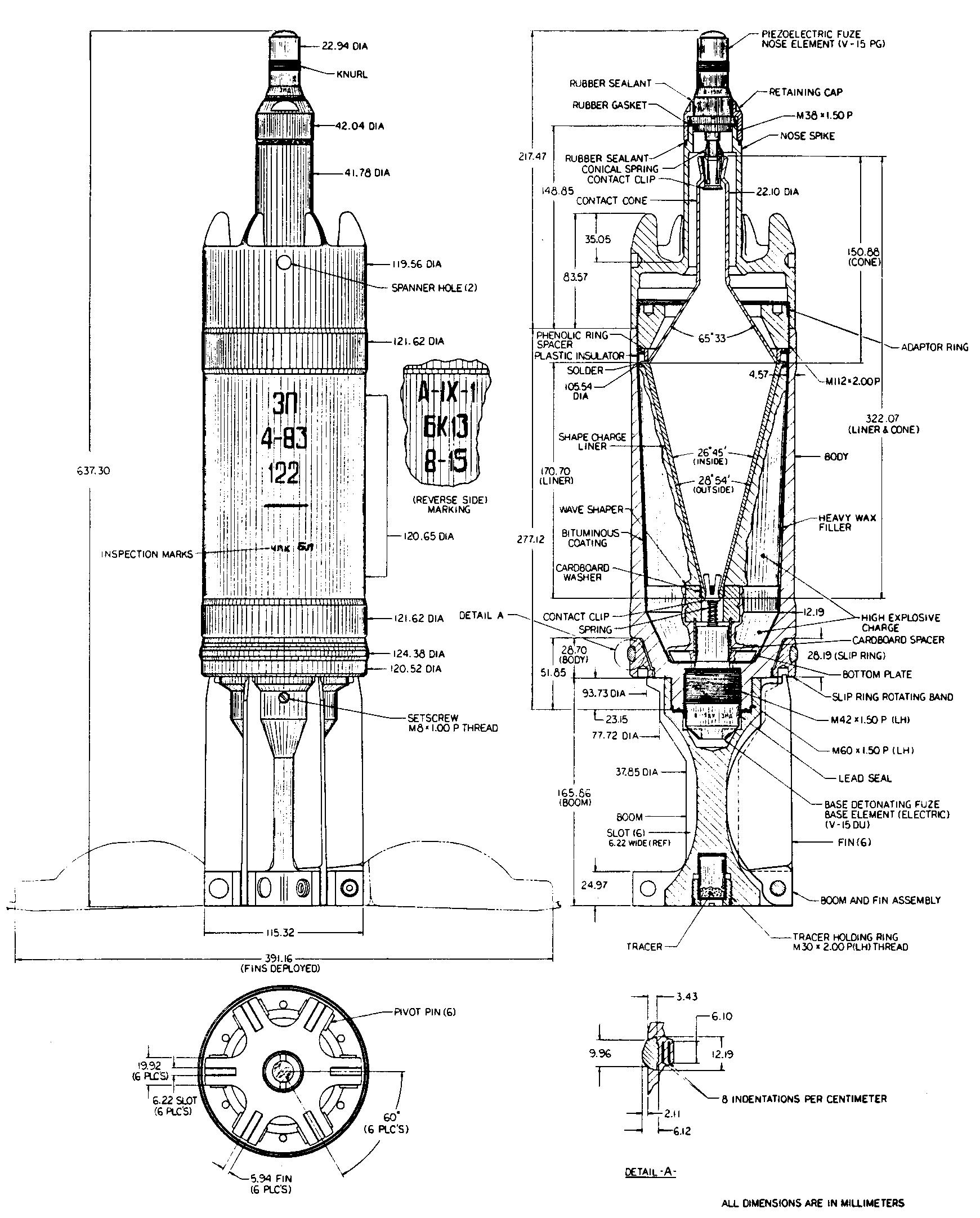
БКС 3БК13
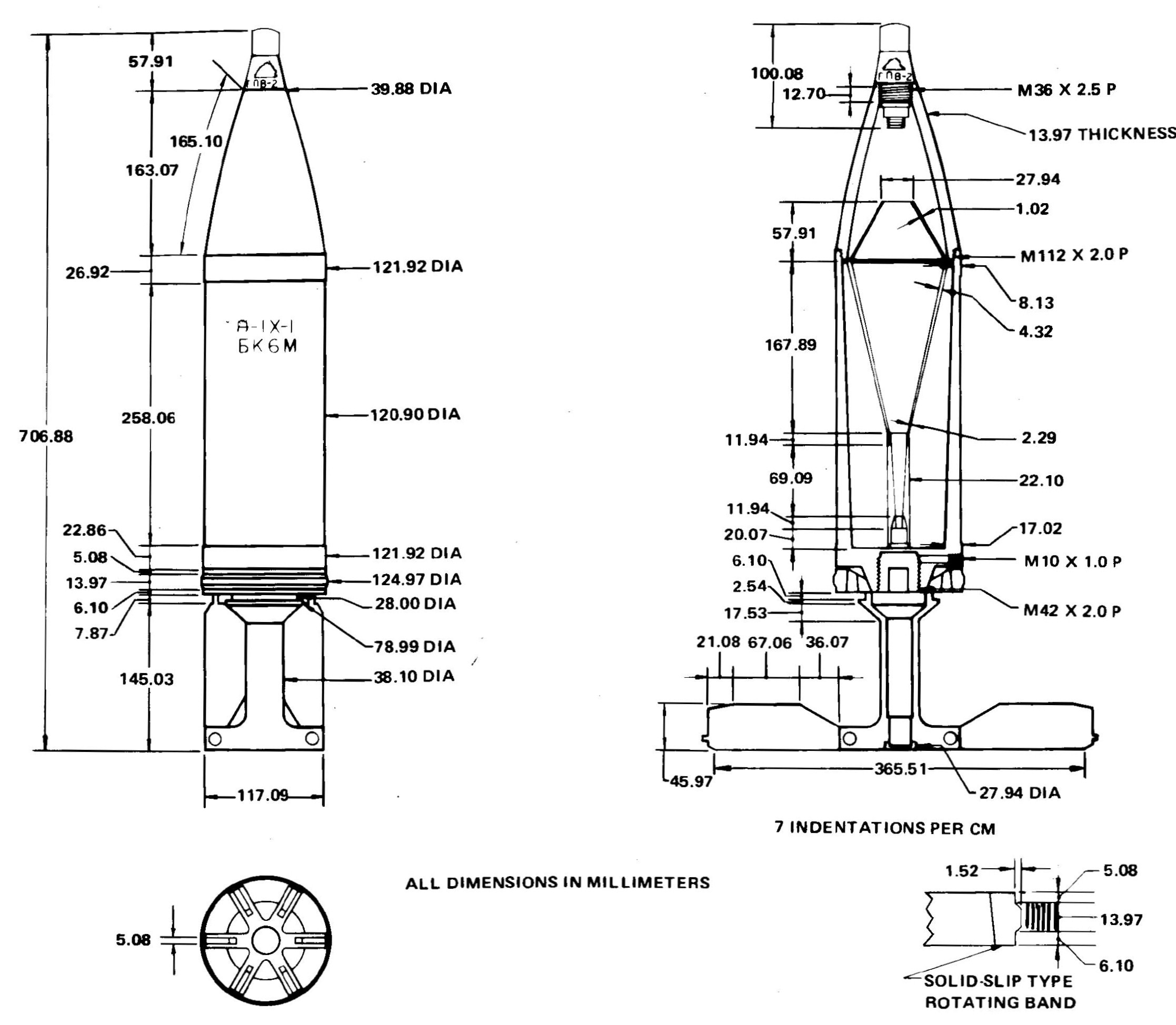
БКС 3БК6М
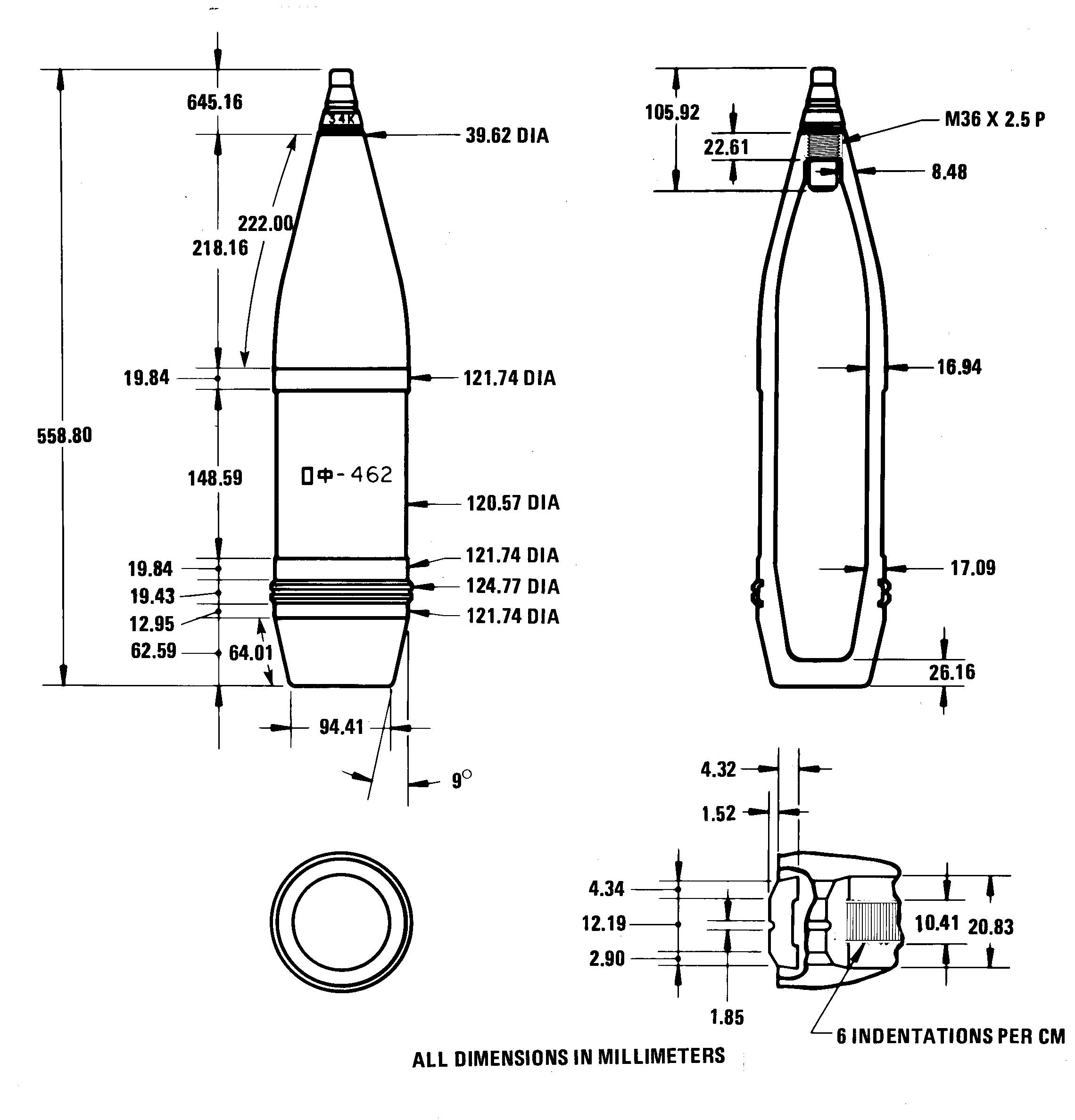
ОФС 53-ОФ-462
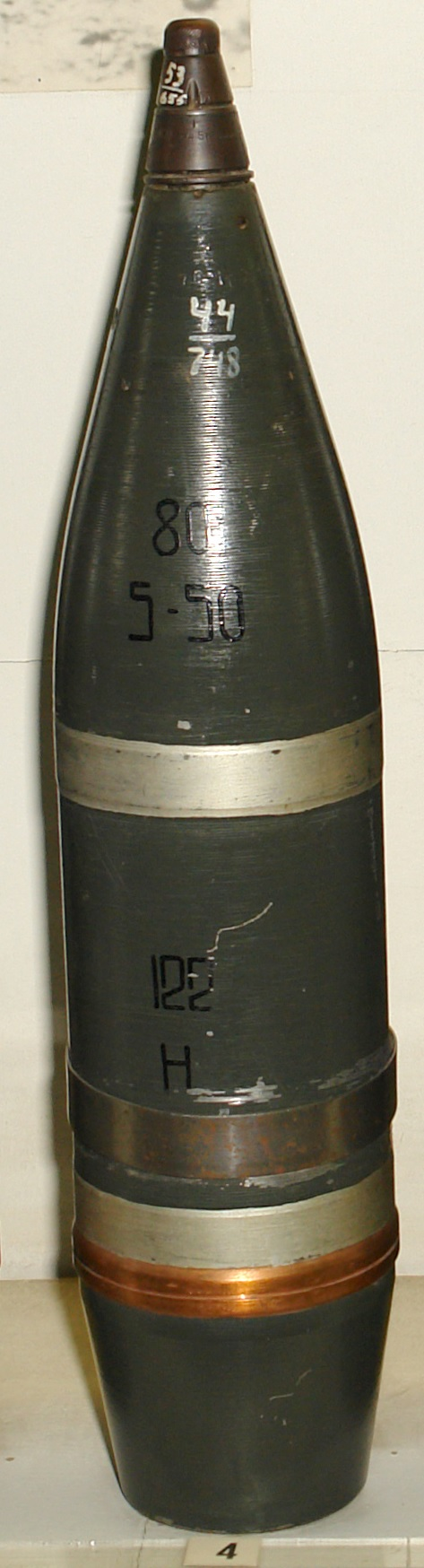
122-мм гаубичный ОФС
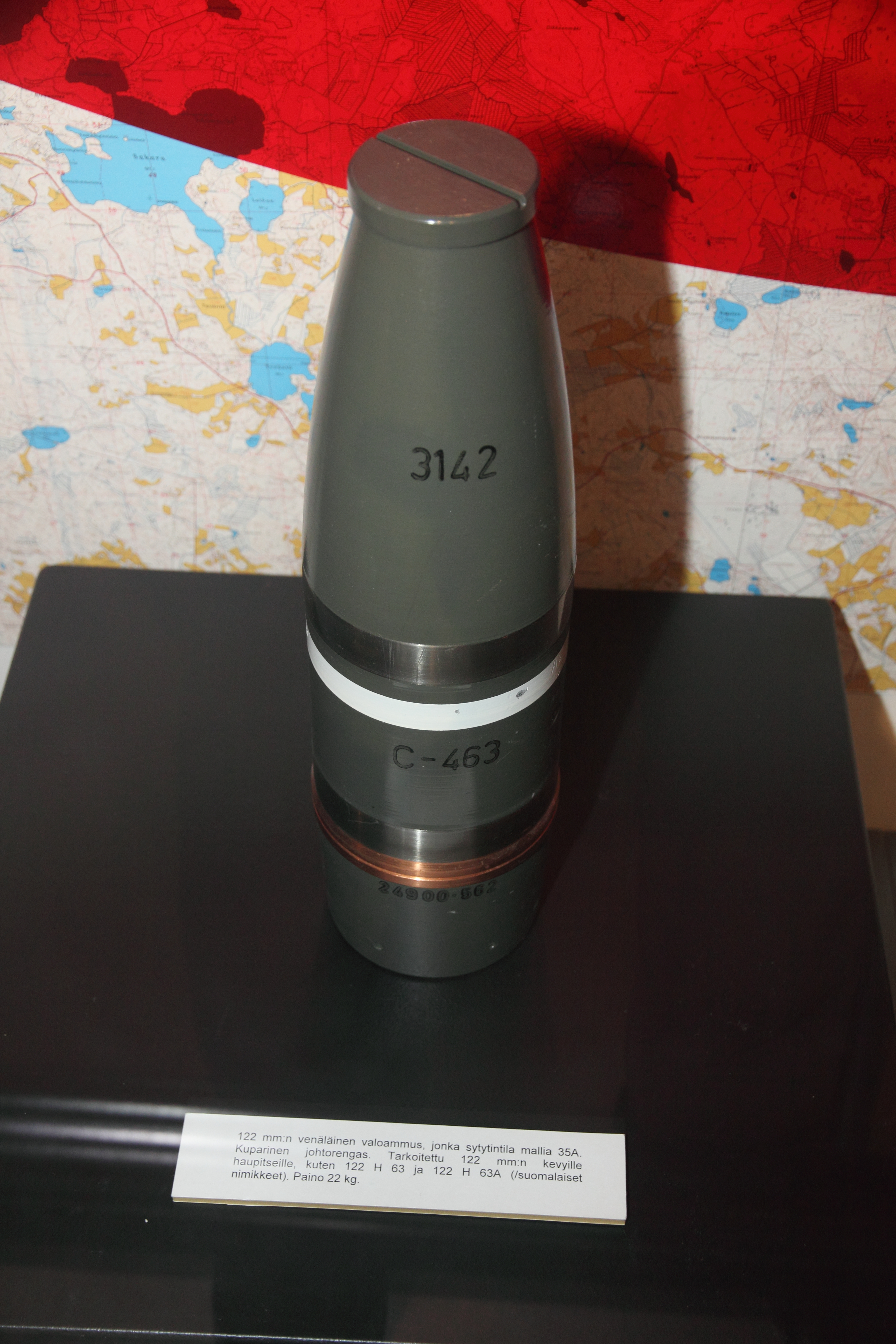
Осветительный снаряд 53-С-463
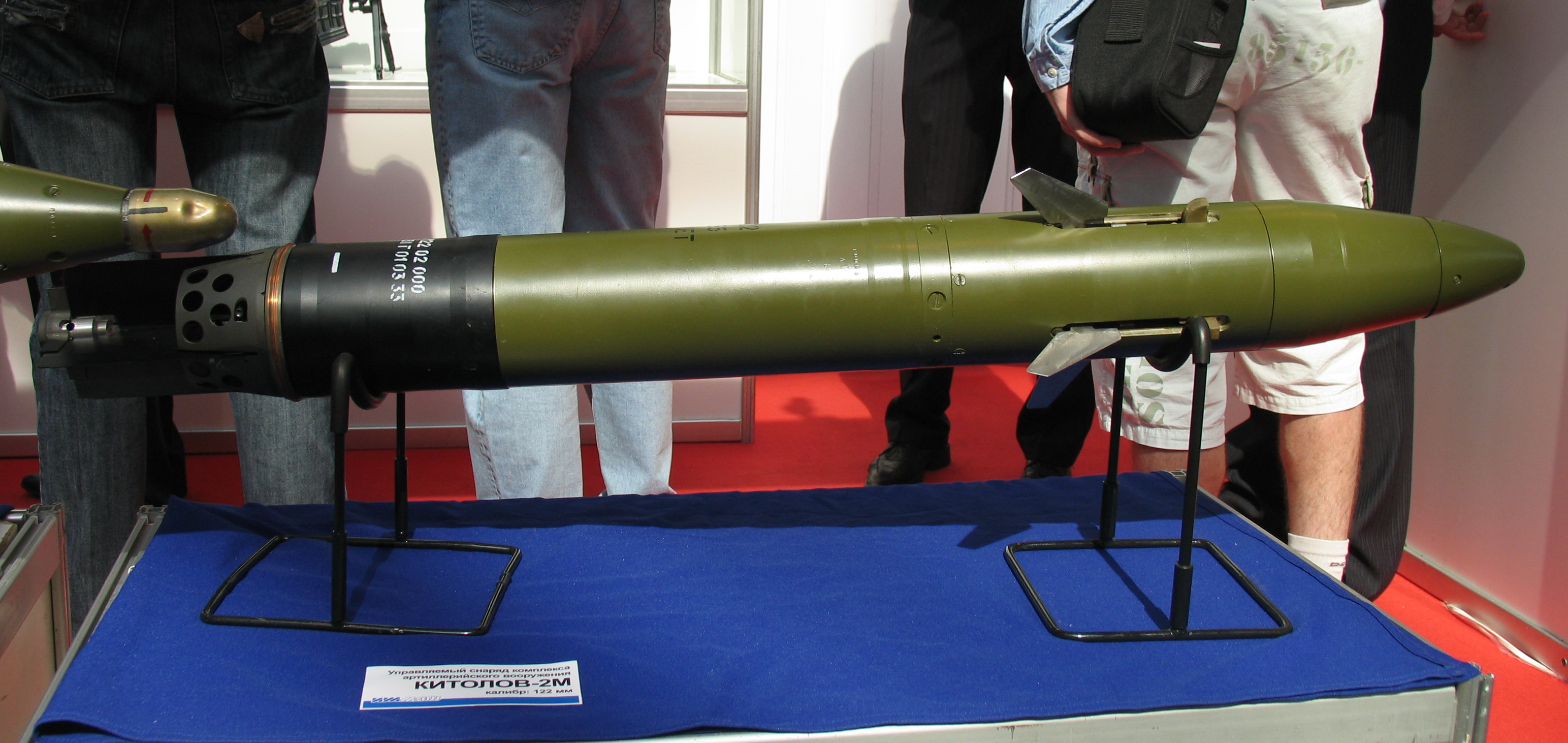
УАС «Китолов-2М»

### Средства наблюдения и связи
Для наведения орудия, осуществления разведки местности днём и в ночной период времени, в командирской башенке установлен комбинированный прицел ТКН-3Б с прожектором ОУ-3ГА2, а также два призменных перископических прибора наблюдения ТНПО-170А. Место наводчика оборудовано артиллерийским панорамным прицелом 1ОП40 для стрельбы с закрытых огневых позиций и прицелом прямой наводки ОП5-37 для ведения огня по наблюдаемым целям. В правой части башни, перед люком заряжающего установлен вращающийся прибор наблюдения МК-4. Место механика водителя оборудовано двумя призменными приборами наблюдения ТНПО-170А с электрообогревом, а также прибором ночного видения ТВН-2Б для вождения в ночных условиях. Перед местом механика-водителя находится смотровое стекло с электрообогревом и защитной броневой крышкой.
Внешняя радиосвязь поддерживается радиостанцией Р-123М. Радиостанция работает в УКВ-диапазоне и обеспечивает устойчивую связь с однотипными станциями на расстоянии до 28 км в зависимости от высоты антенны обеих радиостанций. Переговоры между членами экипажа осуществляется через аппаратуру внутренней связи Р-124.

### Двигатель и трансмиссия
В 2С1 установлен V-образный 8-цилиндровый четырёхтактный дизельный двигатель ЯМЗ-238Н жидкостного охлаждения с газотурбинным наддувом мощностью 300 л.с..
Трансмиссия механическая, двухпоточная, с двумя планетарно-фрикционными механизмами поворота. Имеет шесть передних и одну заднюю передачу. Максимальная теоретическая скорость движения на шестой передней передаче составляет 61,5 км/ч. На задней передаче обеспечивается скорость движения до 6,3 км/ч.

### Ходовая часть
Ходовая часть 2С1 представляет собой модифицированное шасси многоцелевого транспортёра-тягача МТ-ЛБ. Для того чтобы ходовая часть могла обеспечить заданные параметры, конструкция ходовой МТ-ЛБ подверглась существенной переработке. По сравнению с базовой машиной в ходовую часть введена дополнительная пара опорных катков. Таким образом, ходовая часть состоит из семи пар обрезиненных опорных катков. В задней части машины находятся направляющие колёса, в передней — ведущие. Гусеничная лента состоит из мелких звеньев с шарнирами, соединёнными пальцами. Ширина каждого трака 350 мм при шаге 111 мм. Подвеска 2С1 — индивидуальная торсионная. На первом и седьмом опорных катках установлены двусторонние гидроамортизаторы.

## Машины на базе

### Советские

#### Самоходные артиллерийские установки и боевые машины
- 2С8 «Астра» — опытный 120-мм самоходный миномёт. Проектировался для оснащения батальонов сухопутных войск Советской армии. Работы по этой машине были прекращены в связи с созданием нового нарезного полуавтоматического орудия 2А51. В июле 1977 года на межотраслевом совещании было подписано решение о закрытии работ по самоходному миномёту «Астра» и подготовке решения об открытии новой работы по созданию 120-мм самоходного артиллерийского орудия 2С17 «Нона-СВ»[35].
- 2С15 «Норов» — опытная 100-мм самоходная противотанковая пушка. Предназначалась для борьбы с танками противника. В результате затягивания и переноса сроков первые опытные образцы были готовы только к 1983 году. К моменту завершения испытаний на вооружении стран НАТО находили уже более совершенные танки, против которых 100-мм противотанковая пушка 2С15 была малоэффективна. Поэтому работы были закрыты, а САУ на вооружение принята не была[6].
- 2С17 «Нона-СВ» — опытное 120-мм самоходное артиллерийское орудие. Проектировалось как замена самоходному миномёту 2С8. Однако в связи с началом работ по созданию более совершенного автоматизированного САО 2С31 работы по 2С17 были закрыты[36].
- 9П139 «Град-1» — гусеничный вариант боевой машины полковой РСЗО «Град-1». Разработка проводилась в Государственном конструкторском бюро компрессорного машиностроения Министерства авиационной промышленности СССР под руководством главного конструктора А. И. Яскина. Машина была спроектирована в 1974 году. В 1976 году была принята на вооружение, а затем была создана небольшая серийная партия машин. Полномасштабное производство боевых машин 9П139 планировалось организовать в Болгарии, однако серийное производство освоено не было[37][38].

#### Инженерные и специализированные машины
- УР-77 «Метеорит» — установка разминирования, проделывания ходов в противотанковых минных полях во время боя. Серийно производилась с 1978 года взамен УР-67[39].
- «Объект 29» — многоцелевое гусеничное лёгкое шасси, отличается от базового шасси 2С1 элементами электрооборудования и размещением ЗИП[33].
- 2С1-Н — многоцелевой транспортёр-тягач, изготавливается на базе гусеничных шасси САУ 2С1, в процессе капитального ремонта. Предназначается для перевозки людей и грузов в закрытом салоне[40].

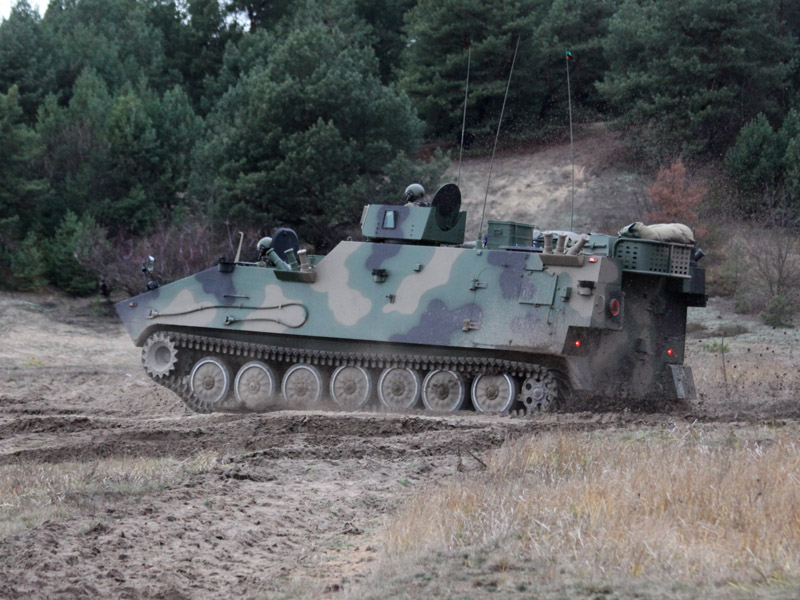
Командно-штабная машина на базе шасси LPG

### Иностранные
- БМП-23 — болгарская боевая машина пехоты с установкой 23-мм пушки 2А14 и ПТРК 9К11 «Малютка» в двухместную башенку. Машина базируется на шасси МТ-ЛБ с использованием компонентов шасси САУ 2С1[41].
- LPG — (Lekkie Podwozie Gąsienicowe — Лёгкая гусеничная машина) машина управления огнём артиллерии. Эта гусеничная машина используется для управления САО «Krab» и «Rak», а также в качестве медицинской машины и машины поддержки.
- ХТЗ-26Н — снегоболотоход украинского производства на базе демилитаризованного шасси 2С1. Предназначен для монтажа специального оборудования и работы в условиях бездорожья[42].
- ТГМ-126-1 — транспортная гусеничная машина на шасси 2С1 украинского производства[43].
- Кевлар-Е — украинская боевая машина пехоты на базе шасси 2С1 с боевым модулем «Штурм».

## Операторы

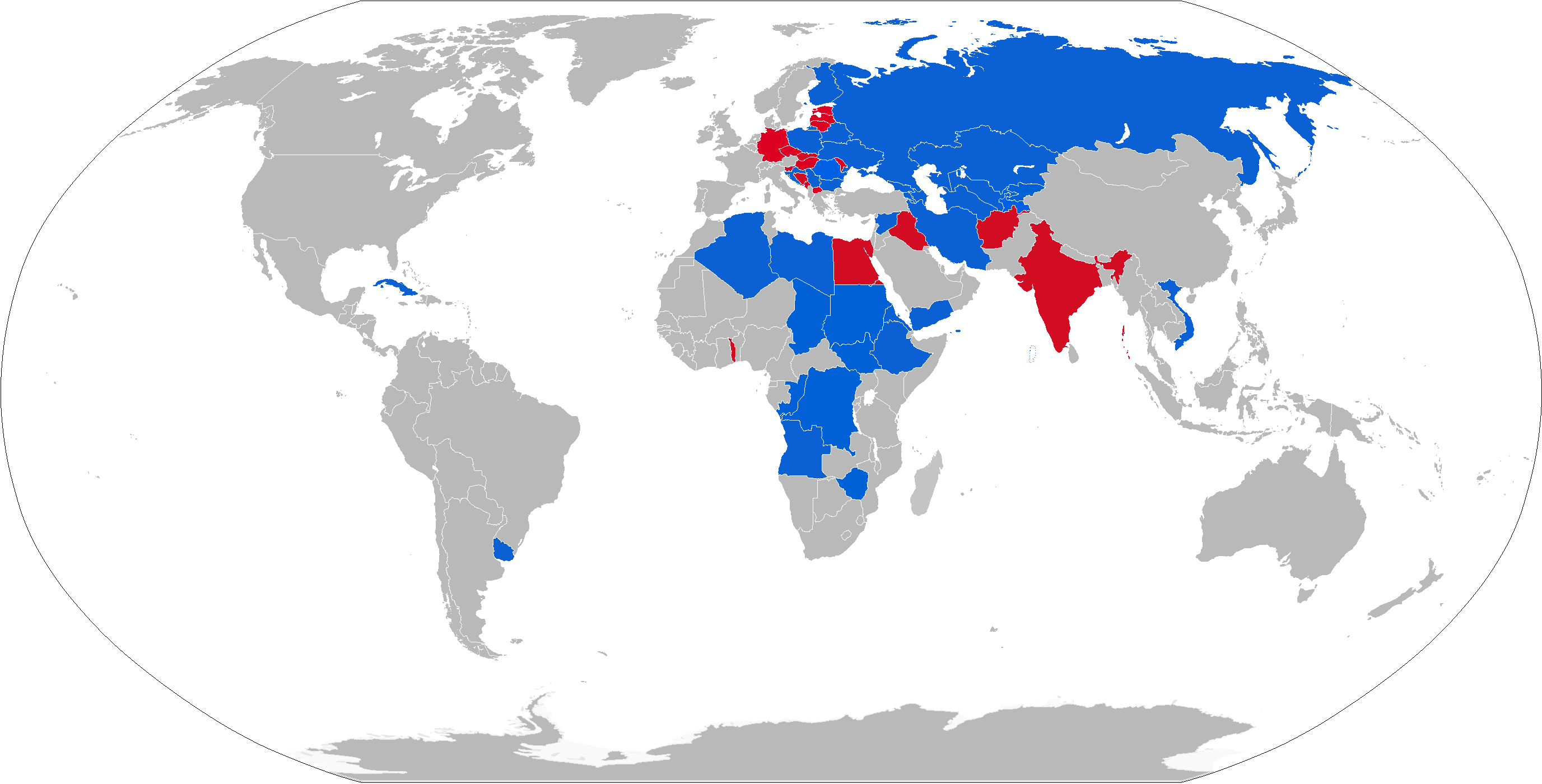
Карта операторов 2С1 "Гвоздика" на 2020 год

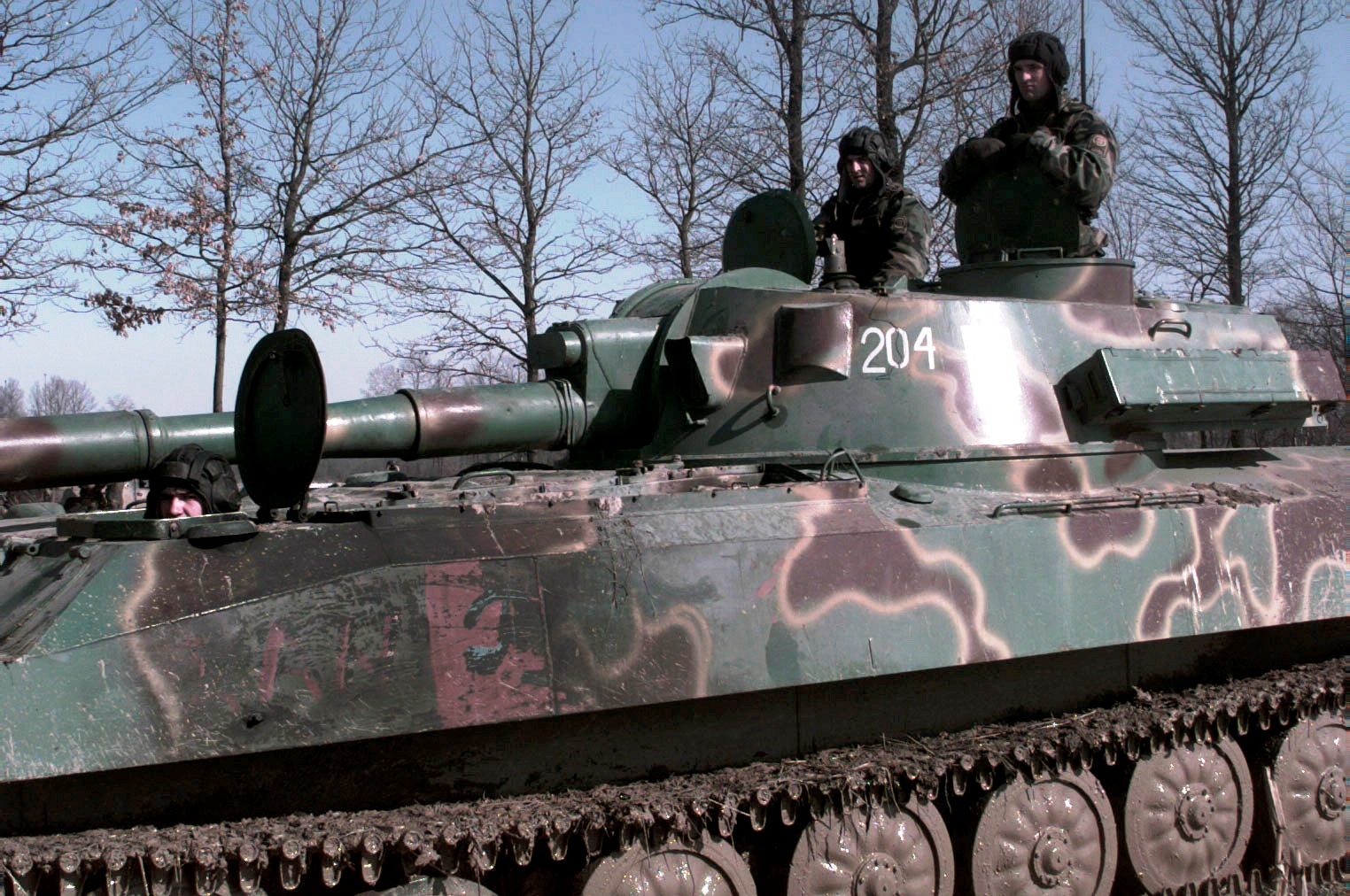
Трофейная сербская САУ 2С1, захваченная хорватскими войсками

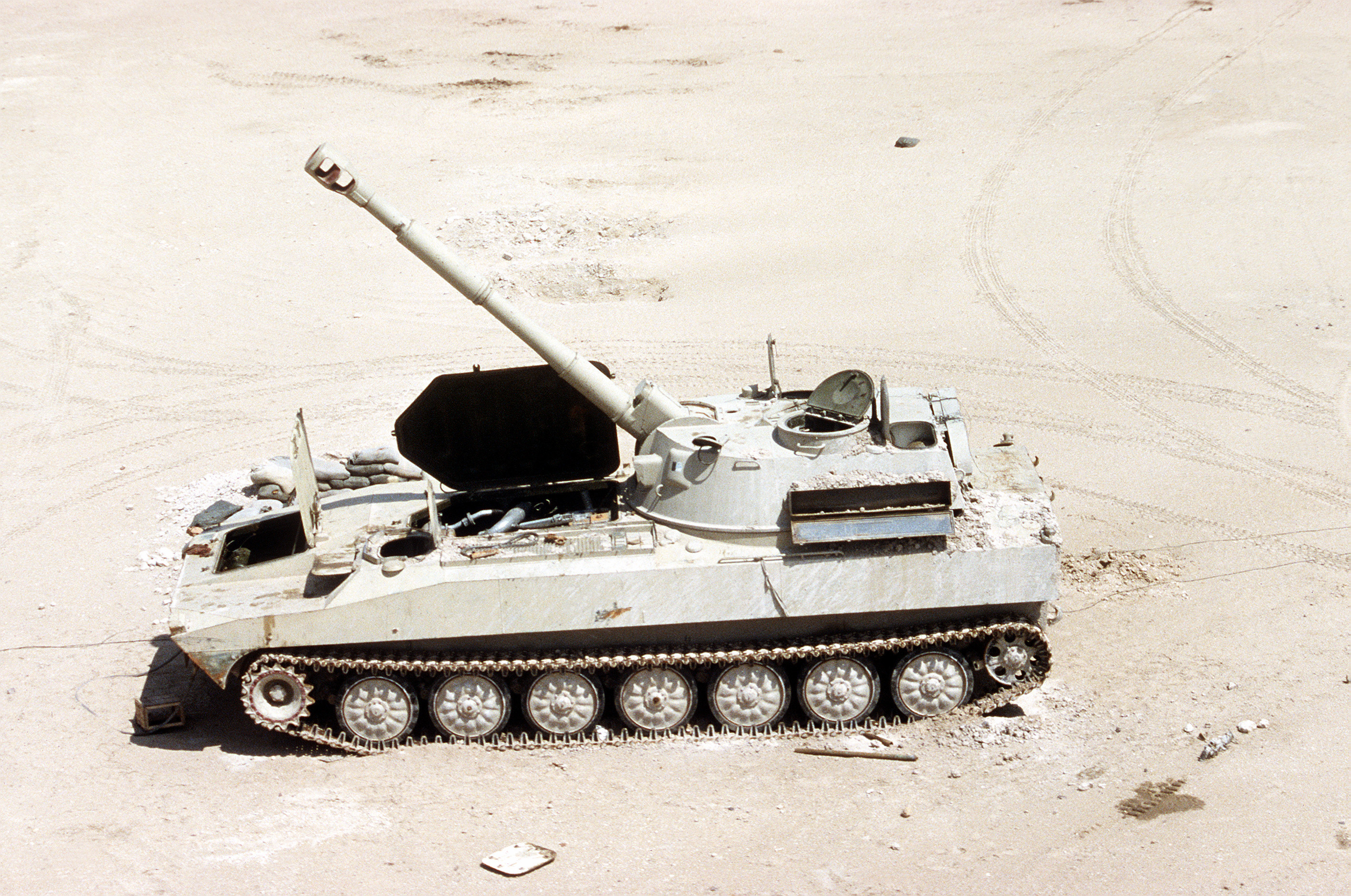
2С1, брошенная иракскими войсками во время войны в Персидском заливе

### Современные
- Азербайджан — 68 единиц 2С1 на вооружении по состоянию на 2024 год[44], всего поставлено 54 2С1 с 2008 по 2010 год[45]
- Алжир — 140 2С1 на вооружении по состоянию на 2024 год[46], всего поставлено 145 единиц[47]
- Ангола — не менее 9 единиц 2С1 на вооружении по состоянию на 2024 год[48]
- Армения — 9 единиц 2С1 на вооружении по состоянию на 2024 год[49]
- Беларусь — 125 единиц 2С1 на вооружении по состоянию на 2024 год[50], всего поставлено 239 единиц[47]
- Болгария — 48 единиц 2С1 на вооружении по состоянию на 2024 год[51], всего поставлено 686 единиц[47]
- Вьетнам — некоторое количество 2С1 на вооружении по состоянию на 2024 год[52]
- Грузия — 20 единиц 2С1 на вооружении по состоянию на 2024 год[53]
- Зимбабве — 12 единиц 2С1 на вооружении по состоянию на 2024 год[54]
- ДР Конго — 6 единиц 2С1 на вооружении по состоянию на 2024 год[55]
- Иран — 60 единиц 2С1 на вооружении по состоянию на 2024 год[56]
- Йемен — некоторое количество 2С1 на вооружении по состоянию на 2024 год[57]. Всего 50 поставлено в Южный Йемен в 1989 году[58]
- Казахстан — 60 единиц 2С1 на вооружении по состоянию на 2024 год[59]
- Кыргызстан — 18 единиц 2С1 на вооружении по состоянию на 2024 год[60]
- Республика Конго — 3 единицы 2С1 на вооружении по состоянию на 2024 год[61]
- Куба — некоторое количество 2С1 на вооружении по состоянию на 2024 год[62]. Всего 20 поставлено в 1987 году[58].
- Иракский Курдистан — некоторое количество 2С1, по состоянию на 2016 год[63]
- Польша — 206 единицы 2С1 на вооружении по состоянию на 2024 год[64], всего поставлено 533 единицы 2С1[47]
- Россия:
  - Сухопутные войска — 130 единиц 2С1 на вооружении и 1800 единиц на хранении по состоянию на 2024 год[65]
  - Береговые войска ВМФ — 85 единиц 2С1 на вооружении по состоянию на 2024 год[66]
  - Пограничная служба ФСБ — 90 единиц 2С1, 2С9 и 2С12, по состоянию на 2017 год[67]
- Румыния — 6 единиц 2С1 и 34 единицы Model 89 на вооружении по состоянию на 2024 год[68], всего поставлено 48 единиц 2С1[47]
- Сербия — 67 единиц 2С1 по состоянию на 2024 год[69], всего поставлено 75 единиц 2С1[47]
- Судан — некоторое количество 2С1 на вооружении по состоянию на 2024 год[70]. Всего поставлено 10 единиц 2С1 в 2003 и ещё 46 в 2013 годах[58].
- США — 19 единиц 2С1 поставлены в период с 1992 по 2010 год[71], точное назначение поставок неизвестно, официально поставлялись для обучения; возможно, с целью изучения конструктивных решений[72]
- Таджикистан — 3 единицы 2С1 на вооружении по состоянию на 2024 год[73]
- Туркменистан — 40 единиц 2С1 на вооружении по состоянию на 2024 год[74]
- Узбекистан — 18 единиц 2С1 на вооружении по состоянию на 2024 год[75]

- Украина:

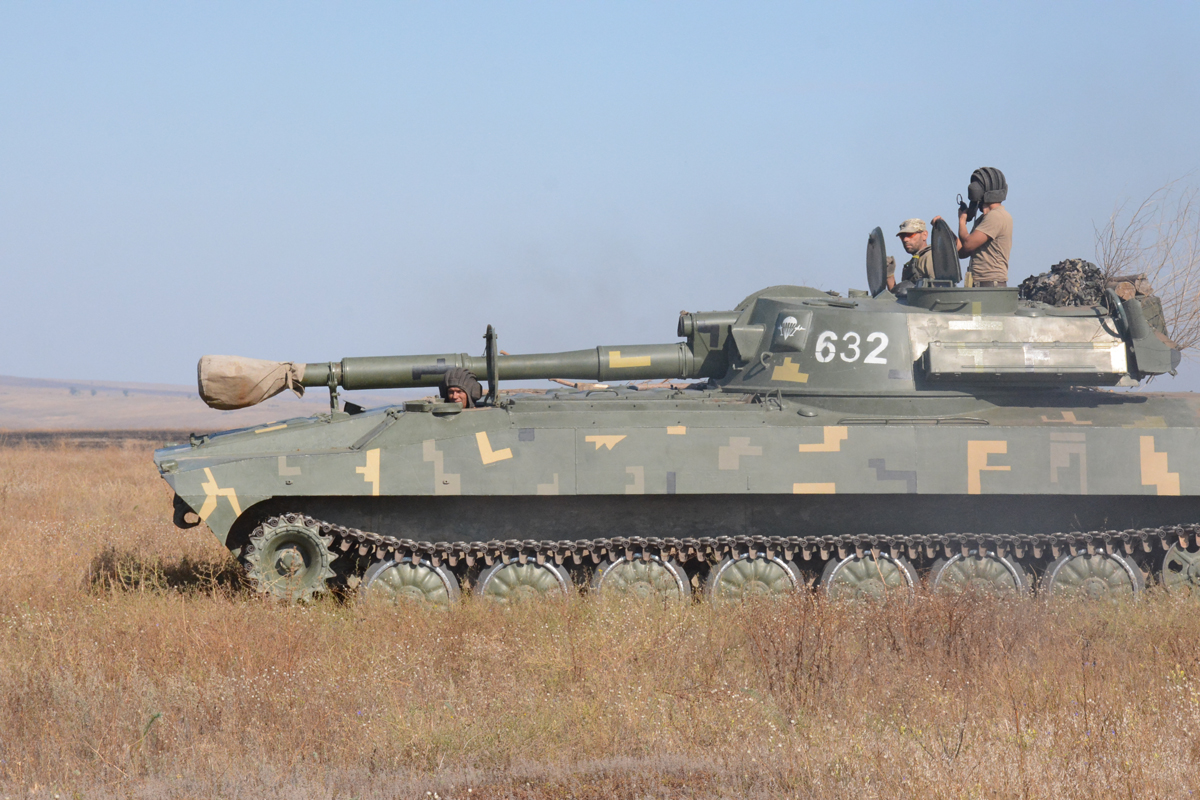
Украинская 2С1 на учении резервистов 14 сентября 2016

  - Сухопутные войска Украины — 125 единиц 2С1 на вооружении по состоянию на 2024 год[76]
  - Морская пехота Украины и Десантно-штурмовые войска Украины — некоторое количество 2С1 на вооружении по состоянию на 2024 год[77]
  - В 2018 г. поставлено из Чехии 40 б/у самоходок «Гвоздика»;
  - В 2019 г. закуплено в Чехии 16 б/у самоходок «Гвоздика», за ~ 1.570.000 $.
- Уругвай — 6 единиц 2С1 на вооружении по состоянию на 2024 год[78]
- Финляндия — 74 единицы 2С1 (используются под обозначением PsH 74 (всего в 1992 году в бывшей ГДР закуплено 72 единицы)) по состоянию на 2024 год[79]
- Хорватия — 8 единиц 2С1 по состоянию на 2024 год[80], всего поставлено 30 единиц 2С1[47]
- Чад — 10 единиц 2С1 на вооружении по состоянию на 2024 год[81]
- Эритрея — 32 единицы 2С1 на вооружении по состоянию на 2024 год[82]
- Эфиопия — некоторое количество 2С1 на вооружении по состоянию на 2024 год[83], всего поставлено 82 единицы 2С1[47]
- Южная Осетия — 42 единицы 2С1 и 2С3, по состоянию на 2008 год[84]
- Южный Судан — некоторое количество 2С1 на вооружении по состоянию на 2024 год[85]. Всего в Судан поставлено 10 единиц 2С1 в 2003, частично или полностью перешли к Южному Судану.[58]

### Бывшие
- Афганистан — всего поставлено 15 единиц 2С1[47]
- Баасистская Сирия — Около 400 единиц 2С1, по состоянию на 2011 год[86], некоторое количество 2С1 на вооружении по состоянию на 2024 год[87]
- Босния и Герцеговина — 24 единицы 2С1, по состоянию на 2013 год[88]
- Венгрия — более 153 единиц 2С1 на хранении, по состоянию на 2010 год[89]
- ГДР — 374[сн 10] единицы 2С1 поставлено из СССР в период с 1979 по 1989 год[90]
- Египет — всего поставлено 76 единиц 2С1[47]
- Ирак — 50 единиц 2С1 поставлено из СССР в период с 1979 по 1980 год, ещё 100 единиц 2С1 поставлено в период с 1987 по 1989 год[90]. С 2006 года сняты с вооружения[91]
- Ливия — некоторое количество 2С1, по состоянию на 2013 год[92], всего поставлено 162 единицы 2С1[47]
- Словакия — 1 САУ 2С1 на вооружении и 45 единиц на хранении, по состоянию на 2010 год[93], всего поставлена 51 единица 2С1[47]
- Словения — всего поставлено 8 единиц 2С1[47]
- Того — всего поставлено 6 единиц 2С1[47]
- ФРГ — 372 единицы 2С1 получены после объединения с ГДР. Из них: 228 единиц продано в Швецию на запчасти для МТ-ЛБу, 72 единицы 2С1 проданы в Финляндию[90], 50 единиц использовано в качестве мишеней на полигонах, 11 единиц продано в США, остальные, возможно, на хранении или подверглись демилитаризации[72]
- Чехия — всего поставлено 49 единиц 2С1[47]
- Чехословакия — 150 единиц 2С1 поставлено из СССР или ПНР в период с 1980 по 1987 год[90]
- Югославия — 100 единиц 2С1 поставлено из СССР в период с 1982 по 1983 год[90], перешли к образовавшимся после распада государствам
- Южный Йемен — 50 единиц 2С1 поставлено из СССР в 1989 году[90]
- непризнанная Чеченская Республика Ичкерия — некоторое количество 2С1, по состоянию на 1994 год[94]
- ИГ — некоторое количество 2С1, по состоянию на 2016 год[95]
- Нагорно-Карабахская Республика — неизвестное количество, по состоянию на 2020 год [96]

## Служба и боевое применение
2C1 в Мемориальном парке «Победа» г. Чебоксары.

### Организационная структура
Самоходная гаубица 2С1 поступала на вооружение артиллерийских дивизионов мотострелковых и танковых полков Сухопутных войск СССР на замену 122-мм гаубицам М-30 и Д-30. Стандартный дивизион насчитывал по 3 батареи из шести самоходных орудий 2С1 (итого 18 орудий в дивизионе).

### Служба
Самоходные гаубицы 2С1 состояли на вооружении следующих формирований:
1. В/ч № 38643. 61-й отдельный полк морской пехоты (61 опмп): 12 единиц 2С1 по состоянию на 2000 год[98].
2. В/ч № 30926. 155-я отдельная бригада морской пехоты (155 обрмп)[98].
3. В/ч № 06017. 336-я отдельная гвардейская бригада морской пехоты (336 обрмп): 24 единицы 2С1 по состоянию на 2000 год[98].
4. В/ч № 13140. 810-я отдельная гвардейская бригада морской пехоты (810 обрмп): 18 единиц 2С1[98].
5. В/ч № 22179. 33-я отдельная мотострелковая бригада (горная) (33 омсбр(г)): 18 единиц 2С1 по состоянию на 2009 год[98].
6. В/ч № 01485. 34-я отдельная мотострелковая бригада (горная) (34 омсбр(г)): 18 единиц 2С1 по состоянию на 2009 год[98].
7. В/ч № 44980. 59-я отдельная мотострелковая бригада (59 омсбр): 36 единиц 2С1 по состоянию на 2009 год[98].
8. В/ч № 46102. 57-я отдельная гвардейская мотострелковая бригада (57 омсбр): 36 единиц 2С1 по состоянию на 2009 год[98].
9. В/ч № 51460. 64-я отдельная мотострелковая бригада (64 омсбр): 36 единиц 2С1 по состоянию на 2009 год[98].
10. В/ч № 21431. 187-я база хранения и ремонта вооружения и техники (187 БХиРВТ): 36 единиц 2С1 по состоянию на 2009 год[98].
11. В/ч № 30615. 247-я база хранения и ремонта вооружения и техники (247 БХиРВТ): 18 единиц 2С1 по состоянию на 2009 год[98].
12. В/ч № 44286. 227-я база хранения и ремонта вооружения и техники (87 омсбр): 36 единиц 2С1 по состоянию на 2009 год[98].
13. В/ч № 92910. 245-я база хранения и ремонта вооружения и техники (245 БХиРВТ): 36 единиц 2С1 по состоянию на 2009 год[98].
14. 103-я база хранения и ремонта вооружения и техники (84 омсбр): 36 единиц 2С1 по состоянию на 2009 год[98].
15. 216-я база хранения и ремонта вооружения и техники (4 омсбр): 36 единиц 2С1 по состоянию на 2009 год[98].
16. 237-я база хранения и ремонта вооружения и техники (89 омсбр): 36 единиц 2С1 по состоянию на 2009 год[98].
17. 243-я база хранения и ремонта вооружения и техники (92 омсбр): 36 единиц 2С1 по состоянию на 2009 год[98].
18. Брянский ПСХ: 76 единиц 2С1 по состоянию на 2000 год[98].
19. Пермский 39 арсенал (39 Арс-В): 33 единицы 2С1 по состоянию на 2000 год[98].

### Боевое применение

#### Афганская война (1979—1989)
Боевое крещение самоходная гаубица 2С1 приняла во время войны в Афганистане. Тактика применения сводилась к выдвижению батарей 2С1 вслед за штурмовыми группами и уничтожению обнаруживаемых огневых точек противника огнём прямой наводкой. Подобная тактика существенно снижала потери советских войск. Во время сопровождения на сложных участках местности огневая поддержка осуществлялась специальным резервными батареями 2С1. Командование батареями 2С1 осуществляли командиры и артиллерийские взводы, обеспечивавшие усиление мотострелковых батальонов и рот. Одним из самых известных эпизодов применения для 2С1 стала операция по захвату районов Шингар и Хаки-Сафед. В 1986 году 2С1 использовались во время наступления на противника в провинции Кандагар. Взводы самоходных гаубиц осуществляли огневую поддержку батальонов. Всего в ходе наступления взвод САУ 2С1 уничтожил 7 целей противника. В целом по результатам первого боевого применения САУ 2С1 хорошо себя зарекомендовали.

#### Конфликты на постсоветском пространстве

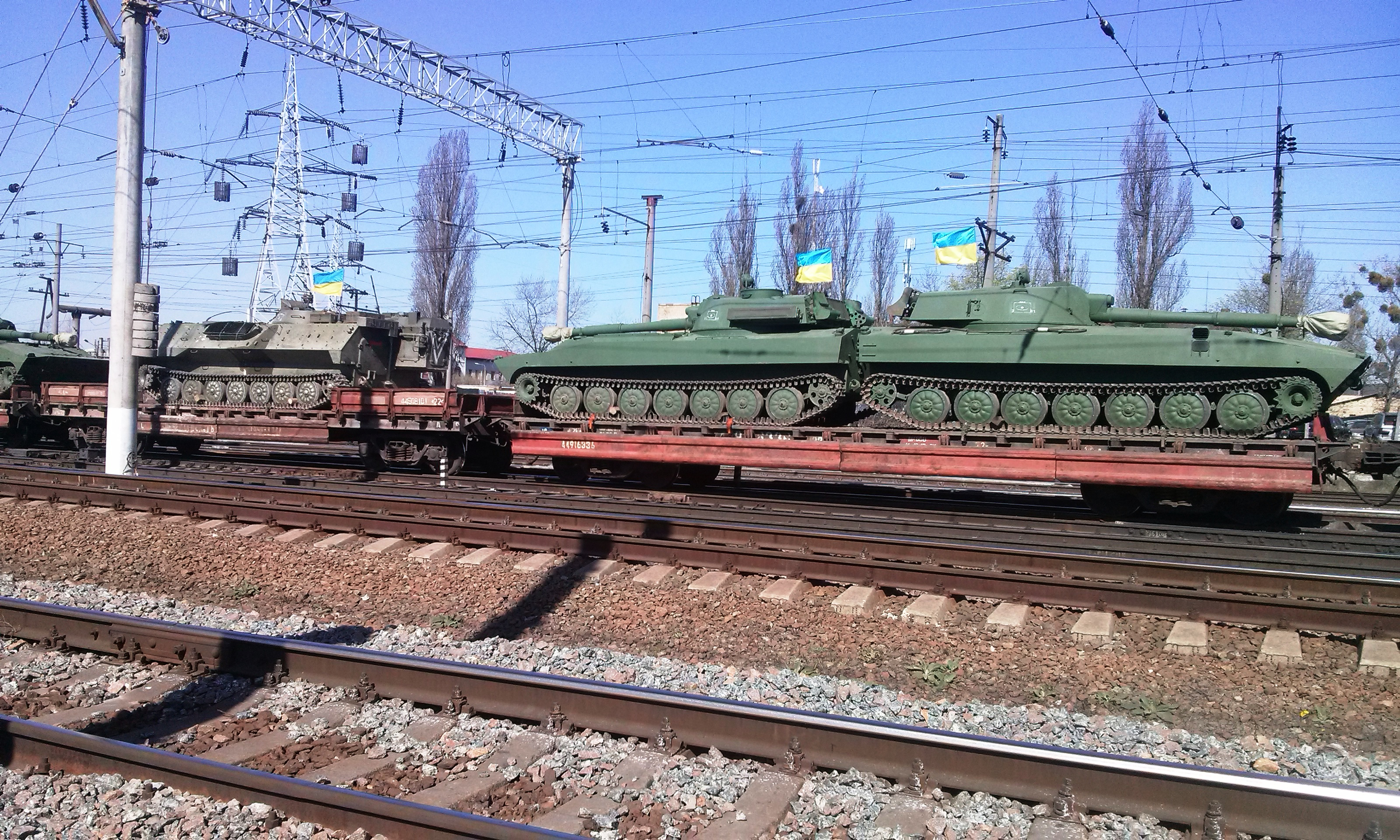
Воинский поезд ВСУ, украинские 2С1 на железнодорожной платформе 6 апреля 2020

«Гвоздики» использовались приднестровской гвардией в июне 1992 года во время Приднестровского конфликта. Гаубицы 2С1 применялись в Гражданской войне в Таджикистане артиллеристами 201-й мотострелковой дивизии.
Во время Первой чеченской войны САУ 2С1 применялась федеральными войсками (ВС, ВВ МВД и пр.), кроме того, известен факт захвата в период с 1992 по 1993 год чеченскими сепаратистами нескольких САУ «Гвоздика» с боекомплектом; во время боёв за Грозный захваченные «Гвоздики» использовались войсками ЧРИ. Во время Второй чеченской войны применялись федеральными войсками. Так, например, самоходные гаубицы 2С1 морской пехоты осенью 1999 года осуществили артиллерийскую поддержку 100-й дивизии оперативного назначения.
В августе 2008 года несколько самоходных артиллерийских установок 2С1 в исправном состоянии находилось на вооружении ВС Южной Осетии, однако имело ли место боевое применение этих САУ, неизвестно.

#### Война на востоке Украины 2014—2022
В 2014—2017 годах в ходе войны на востоке Украины САУ 2С1 использовались как пророссийскими сепаратистами, так и Вооружёнными силами Украины.

#### Югославские войны

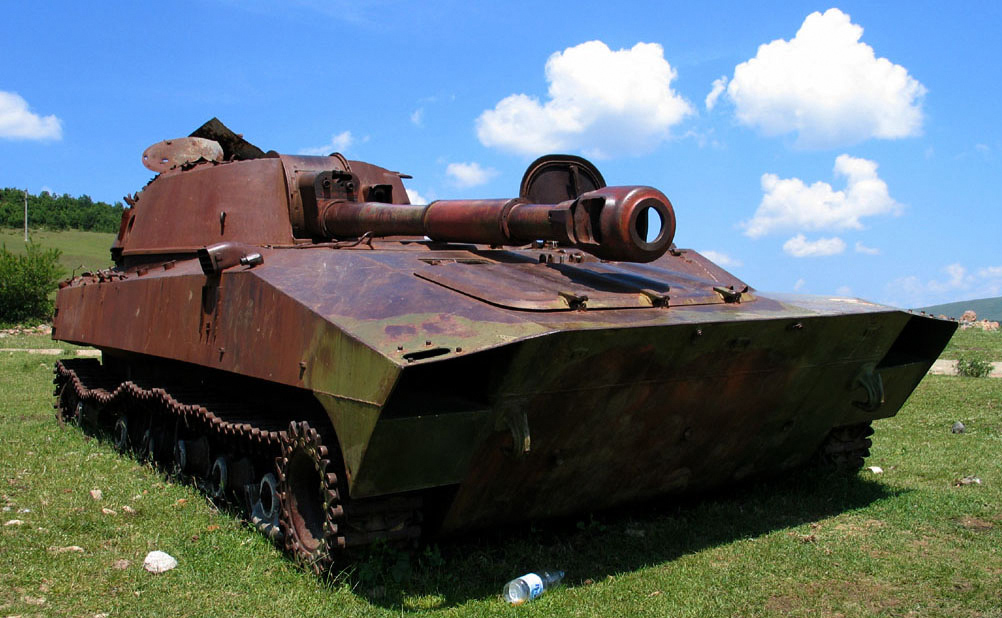
Остов уничтоженной 2С1 в Косово

В 1990-х годах 2С1 применялась в югославских войнах различными сторонами конфликта.

#### Ближний ВостокиАфрика
В начале ирано-иракской войны Ираку из СССР были поставлены САУ 2С1 и 2С3, которые составили основу иракских артиллерийских группировок. В 1991 году во время операции «Буря в пустыне» САУ 2С1 применялись иракскими войсками. В целом опыт применения Ираком артиллерии (в том числе самоходных гаубиц 2С1 и 2С3, а также РСЗО БМ-21) оценивался как негативный, что способствовало, в свою очередь, появлению мнения, что советская артиллерия неэффективна. Однако при оценке действий иракской артиллерии не принималось во внимание, что система управления войсками и оснащение артиллерийских группировок иракских сил не соответствовали советским стандартам того времени.
С 2011 года в ходе гражданской войны в Ливии САУ 2С1 используются правительственными войсками и другими силами. В Гражданской войне в Сирии «Гвоздики» применялись правительственными войсками, а также захватывались различными группировками (Фронт ан-Нусра, ИГИЛ). Есть данные о применении 2С1 в Гражданской войне в Йемене.

## Оценка машины

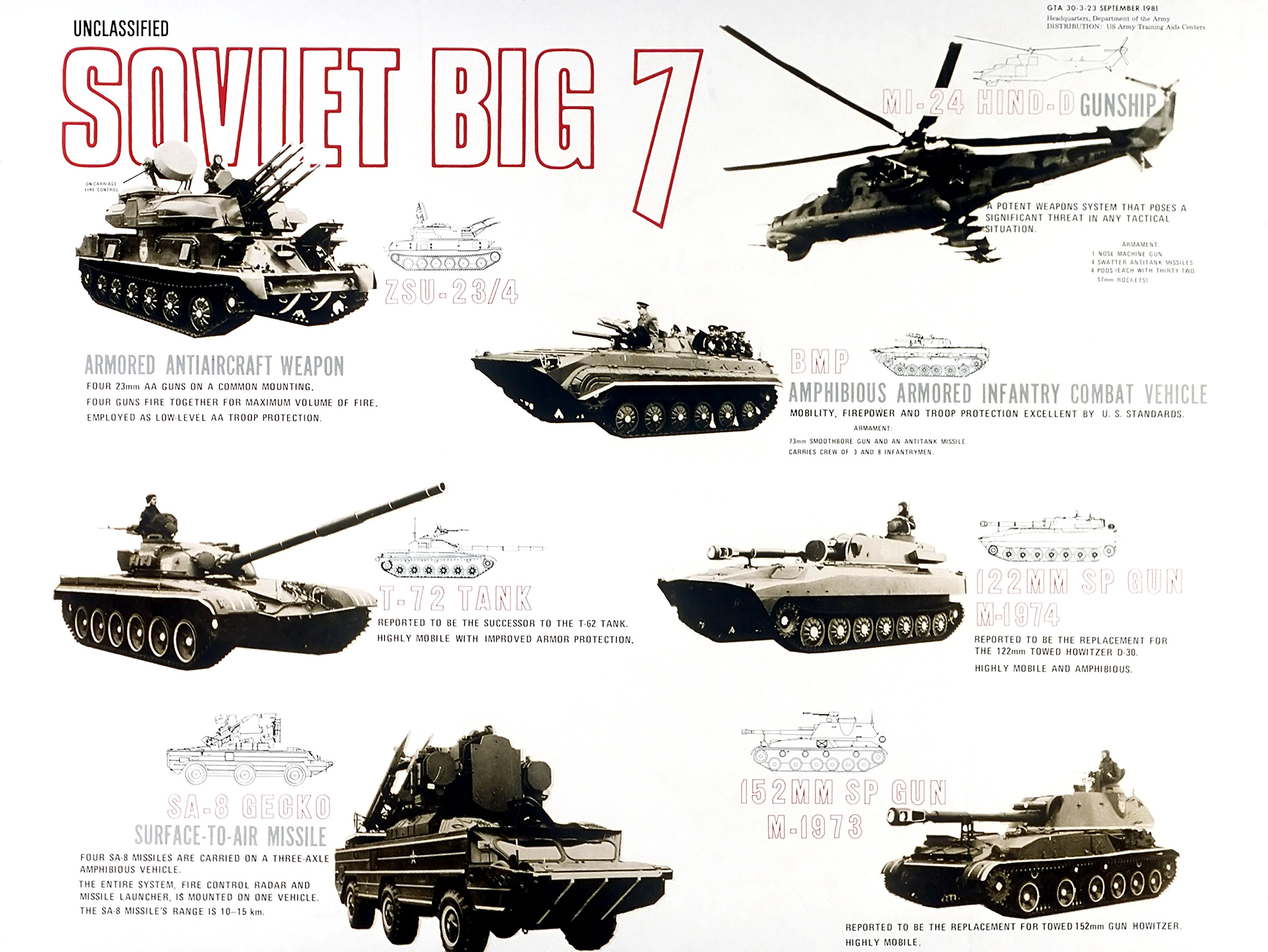
Плакат, опубликованный министерством обороны США в 1981 году. Иллюстрирует так называемую «Soviet Big 7» — 7 типов вооружения сухопутных войск СССР, представлявших наибольшую опасность для НАТО в случае войны со странами Варшавского договора

2C1 в Мемориальном парке «Победа» г. Чебоксары.
|                                         | 2С1     | 2С18    | 2С31                  |
| --------------------------------------- | ------- | ------- | --------------------- |
| Изображение                             |         |         |                       |
| Год принятия на вооружение              | 1970    | опытная | 2010                  |
| Боевая масса, т                         | 15,7    | 18,7    | 19,08                 |
| Экипаж, чел.                            | 4       | 4       | 4                     |
| Калибр орудия, мм                       | 121,92  | 152,4   | 120                   |
| Марка орудия                            | 2А31    | 2А63    | 2А80                  |
| Тип орудия                              | гаубица | гаубица | пушка-гаубица-миномёт |
| Углы ВН, град                           | −3…+70  | −4…+70  | −4…+80                |
| Углы ГН, град                           | 360     | 360     | 360                   |
| Возимый боезапас, выстр.                | 40      |         | 70                    |
| Минимальная дальность стрельбы ОФС, км  | 4,2     | 4,0     | 0,5                   |
| Максимальная дальность стрельбы ОФС, км | 15,2    | 15,2    | 13,0                  |
| Масса ОФС, кг                           | 21,76   | 43,56   | 20,5                  |
| Боевая скорострельность, выстр/мин      | 4—5     | 6—8     | 8—10                  |
| Калибр зенитного пулемёта, мм           | —       | 7,62    | 7,62                  |
| Максимальная скорость по шоссе, км/ч    | 60      | 70      | 70                    |
| Максимальная скорость на плаву, км/ч    | 4,5     | 10      | 10                    |
| Запас хода по шоссе, км                 | 500     | 600     | 600                   |

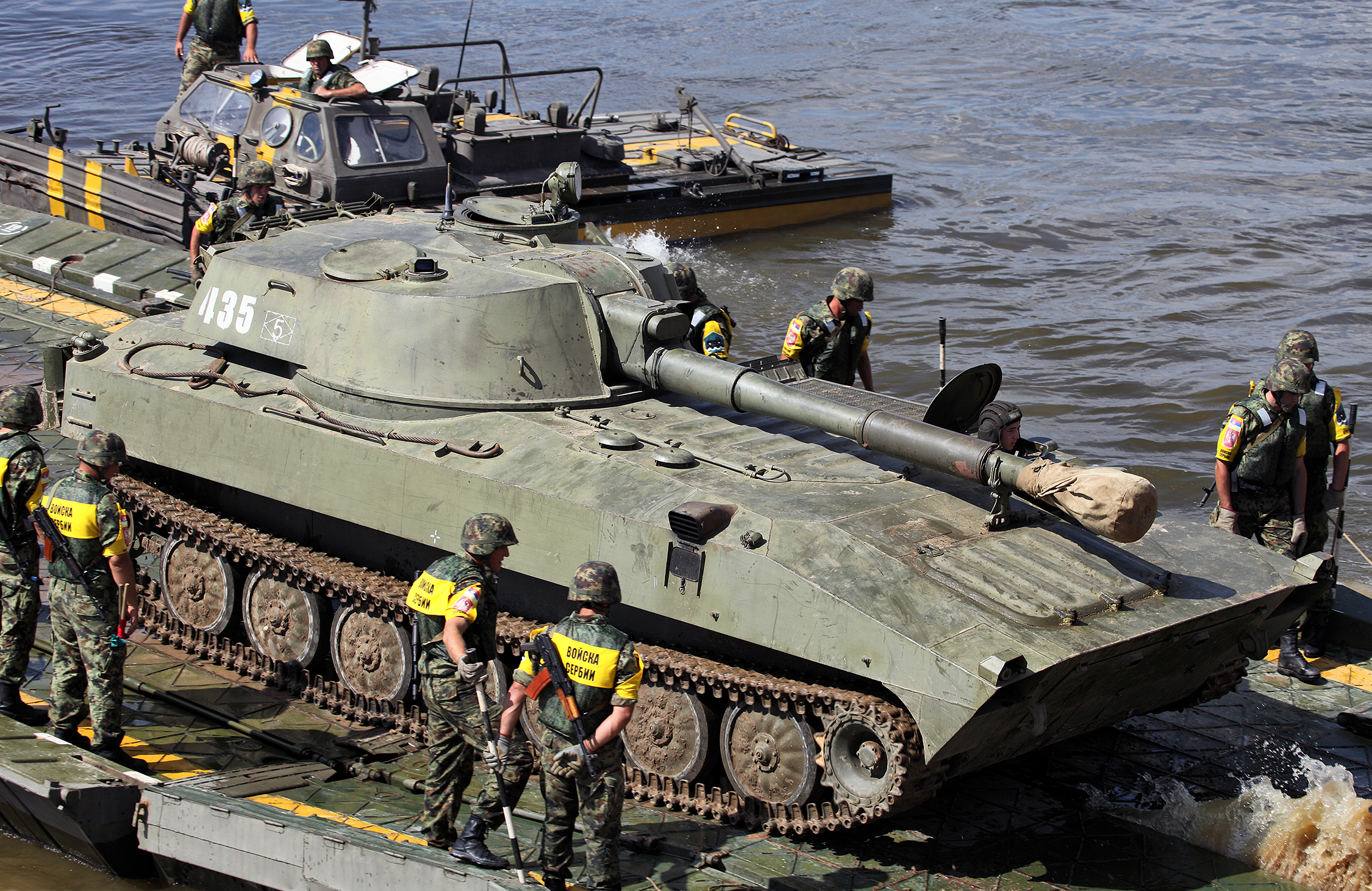
Ротный паром команды Сербии перевозит 2С1 через реку на соревнованиях «Открытая вода 2016». 6 августа 2016 года

В 1970-е годы Советским Союзом была предпринята попытка переоснащения Советской армии новыми образцами артиллерийского вооружения. Первым образцом стала самоходная гаубица 2С3, представленная общественности в 1973 году, за ней последовали: 2С1 в 1974 году, 2С4 в 1975 году, и в 1979 году были представлены 2С5 и 2С7. Благодаря новой технике Советский Союз существенно повысил живучесть и манёвренность своих артиллерийских войск; кроме того, по оценкам западных специалистов, именно самоходные гаубицы 2С1 и 2С3 позволяли реализовать военную доктрину СССР по уничтожению средств доставки ядерного оружия ещё до того, как командование сил НАТО успеет принять решение о его использовании.
|                                            | 2С1    | AMX-105B | M108   | FV433  | Тип 85 | Тип 74 |
| ------------------------------------------ | ------ | -------- | ------ | ------ | ------ | ------ |
| Начало серийного производства              | 1970   | 1960     | 1962   | 1964   |        | 1975   |
| Боевая масса, т                            | 15,7   | 17       | 20,97  | 16,56  | 16,5   | 16,3   |
| Экипаж, чел.                               | 4      | 5        | 5      | 4      | 6      | 4      |
| Калибр орудия, мм                          | 121,92 | 105      | 105    | 105    | 121,92 | 105    |
| Длина ствола, клб.                         | 35     | 30       | 30     |        | 35     |        |
| Углы ВН, град                              | −3…+70 | −4…+70   | −6…+75 | −5…+70 | −5…+70 |        |
| Углы ГН, град                              | 360    | 360      | 360    | 360    | 45     |        |
| Возимый боезапас, выстр.                   | 40     | 37       | 86     | 40     | 40     | 30     |
| Максимальная дальность стрельбы ОФС, км    | 15,2   | 15       | 11,5   | 17     | 15,3   | 11,27  |
| Максимальная дальность стрельбы АР ОФС, км | 21,9   |          | 15     |        | 21,0   | 14,5   |
| Максимальная дальность стрельбы УАС, км    | 13,5   | —        | —      | —      | —      | —      |
| Масса ОФС, кг                              | 21,76  | 16       | 15     | 16,1   | 21,76  | 15     |
| Боевая скорострельность, выстр/мин         | 4—5    | до 8     | до 10  | до 12  | 4—6    |        |
| Калибр зенитного пулемёта, мм              | —      | 7,5/7,62 | 12,7   | 7,62   | —      | 12,7   |
| Максимальная скорость по шоссе, км/ч       | 60     | 60       | 56     | 48     | 60     | 50     |
| Максимальная скорость на плаву, км/ч       | 4,5    | —        | 6,43   | 5      | 6      | 6      |
| Запас хода по шоссе, км                    | 500    | 350      | 350    | 390    | 500    | 300    |

К моменту начала серийного производства САУ 2С1 на вооружении стран НАТО уже находились 105-мм самоходные артиллерийские установки аналогичного класса. Французские AMX-105B на базе лёгкого танка AMX-13 представляли собой закрытые САУ с круговым обстрелом. Машины были оборудованы механизмом заряжания, благодаря чему обеспечивалась максимальная скорострельность до 8 выстрелов в минуту (против 4—5 у 2С1). Для стрельбы применялись 16-килограммовые фугасные снаряды с начальной скоростью 670 м/с и максимальной дальностью стрельбы 15 км, однако эти САУ были изготовлены лишь небольшой серийной партией и широкого распространения не получили. Английские САУ FV433 изготавливались на базе универсального гусеничного шасси FV430. Аналогично 2С1, FV433 представляла собой легкобронированную самоходную гаубицу с круговым обстрелом. Для стрельбы используются 105-мм осколочно-фугасные снаряды L31 массой 16,1 кг и максимальной дальностью стрельбы в 17 км (против 15,2 км у 2С1). Помимо осколочно-фугасных, могут также применяться шрапнельные снаряды L42 массой 10,49 кг, осветительные L43, а также дымовые снаряды L37, L38 и L41. Заряжание САУ раздельное полуавтоматическое — снаряд досылается в канал ствола механизмом заряжания, заряд вкладывается заряжающим. Скорострельность САУ FV433 может достигать 12 выстрелов в минуту (против 4—5 у 2С1). По подвижности и запасу хода на марше английская САУ уступает «Гвоздике», обеспечивая максимальную скорость по шоссе 48 км/ч и запас хода 390 км. К моменту принятия на вооружение 2С1 серийное производство FV433 было уже закончено.
В Китае предпринимались попытки создания аналога 2С1, под обозначением Тип 85 (иногда фигурирует под обозначением Тип 54-II). Самоходная гаубица представляла собой шасси бронетранспортёра Тип 85, на которое устанавливается верхний станок гаубицы Д-30, при этом углы наведения ограничены от −22,5 до +22,5 градусов по горизонту. В 1990-е Тип 85 был заменён на закрытую САУ Тип 89, выполненную по типу 2С1. В 1975 году в Японии было начато производство 105-мм САУ Тип 74, однако выпуск был непродолжительным и составил всего 20 единиц, после чего по аналогии с США было решено сконцентрироваться на изготовлении 155-мм артиллерии.
На Ближнем Востоке египетские и сирийские войска для восполнения пробела в самоходной артиллерии использовали шасси устаревших танков Т-34, на которые устанавливалась гаубица Д-30. Эрзац-САУ получила наименование Т-34/122. По сравнению с 2С1, Т-34/122 была в два раза тяжелее и не могла преодолевать водные препятствия вплавь, угол горизонтального наведения был ограничен 12 градусами, однако при этом возимый боезапас составлял 100 выстрелов. С началом поставок 2С1 в Сирию из СССР, САУ Т-34/122 были вытеснены сначала из элитных подразделений, а потом и вовсе были отправлены на хранение.
Назначение и внешний вид 2С1 напоминают её аналог — самоходную гаубицу M108. На момент принятия на вооружение в 1970 году 2С1 превосходила M108 по основным параметрам: дальности стрельбы ОФС (15,2 км против 11,5), запасу хода (500 км против 350), скорости движения (60 км/ч против 56), была легче на 5270 кг, но при этом максимальная скорострельность гаубицы 2А31 составляла 4—5 выстрелов в минуту против 10 у M103. Однако производство M108 к моменту принятия на вооружение САУ 2С1 уже было закончено, так как Министерство обороны США сочло возможности по дальнейшей модернизации 105-мм гаубиц ограниченными, а саму машину неоправданно дорогостоящей, и предпочло сосредоточиться на изготовлении 155-мм самоходной гаубицы M109. Осколочно-фугасное действие у цели 122-мм снарядов приблизительно равнялось 105-мм снарядам. Приведённая площадь поражения открыто расположенной живой силы в положении лёжа у 122-мм снаряда 53-ОФ-462 составляла 310 м² против 285 м² у фугасного 105-мм снаряда M1. В начале 1970-х годов на вооружение 122-мм гаубиц 2С1, Д-30 и М-30 поступили новые боеприпасы 3ОФ24. Вместо тротила в качестве взрывчатого вещества был использован состав A-IX-2, благодаря чему эффективность снарядов 3ОФ24 по сравнению с 53-ОФ-462 была увеличена в 1,2—1,7 раза. С 1982 года на вооружение 122-мм гаубичных систем поступил снаряд 3ОФ56 и 3ОФ56-1 повышенного могущества.
Из положительных качеств, западными специалистами отмечается высокая манёвренность и сравнительно небольшая масса САУ, позволяющая осуществлять применение 2С1 совместно с плавающими БМП и БТР. Кроме того, в отличие от самоходных гаубиц США, на 2С1 имеется прицел прямой наводки, а в боекомплект входят кумулятивные боеприпасы для борьбы с бронетехникой противника. Из недостатков отмечалось слабое бронирование корпуса, которое позволяет защищать экипаж только от лёгкого стрелкового оружия и осколков снарядов, отсутствие зенитного пулемёта на командирской башенке, ограниченный правый сектор обзора у механика водителя, а также раздельно-гильзовое заряжание, ограничивающее автоматизацию процессов заряжания.
После перехода полевой артиллерии стран НАТО на единый калибр 155 мм советские мотострелковые полки стали существенно проигрывать по огневому могуществу соответствующим западным соединениям, поэтому для замены полковых 122-мм гаубиц Д-30 и 2С1 была начата разработка новых 152-мм гаубиц 2А61 и 2С18. Однако серийное производство новых образцов полковой артиллерии так и не было начато. Вместо этого были развёрнуты работы по созданию 120-мм универсального самоходного артиллерийского орудия 2С31. Несмотря на то, что САУ 2С1 к 1990-м годам устарела, ряд государств продолжил её использование. В России и Польше разработаны программы модернизации устаревших САУ 2С1 с переводом их на калибр 120 мм.

## Где можно увидеть
- Россия:

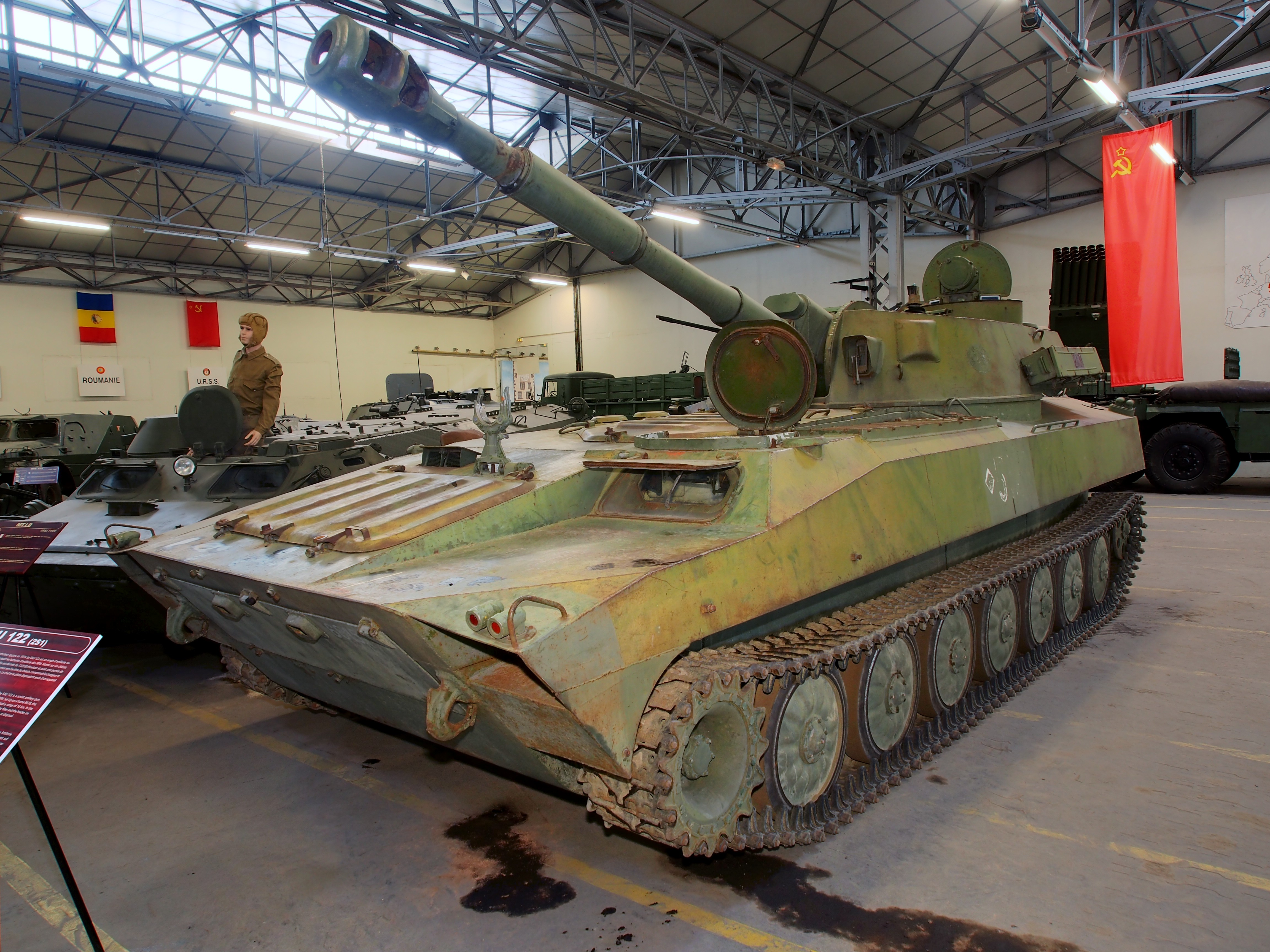
2C1 в Бронетанковом музее г. Сомюр

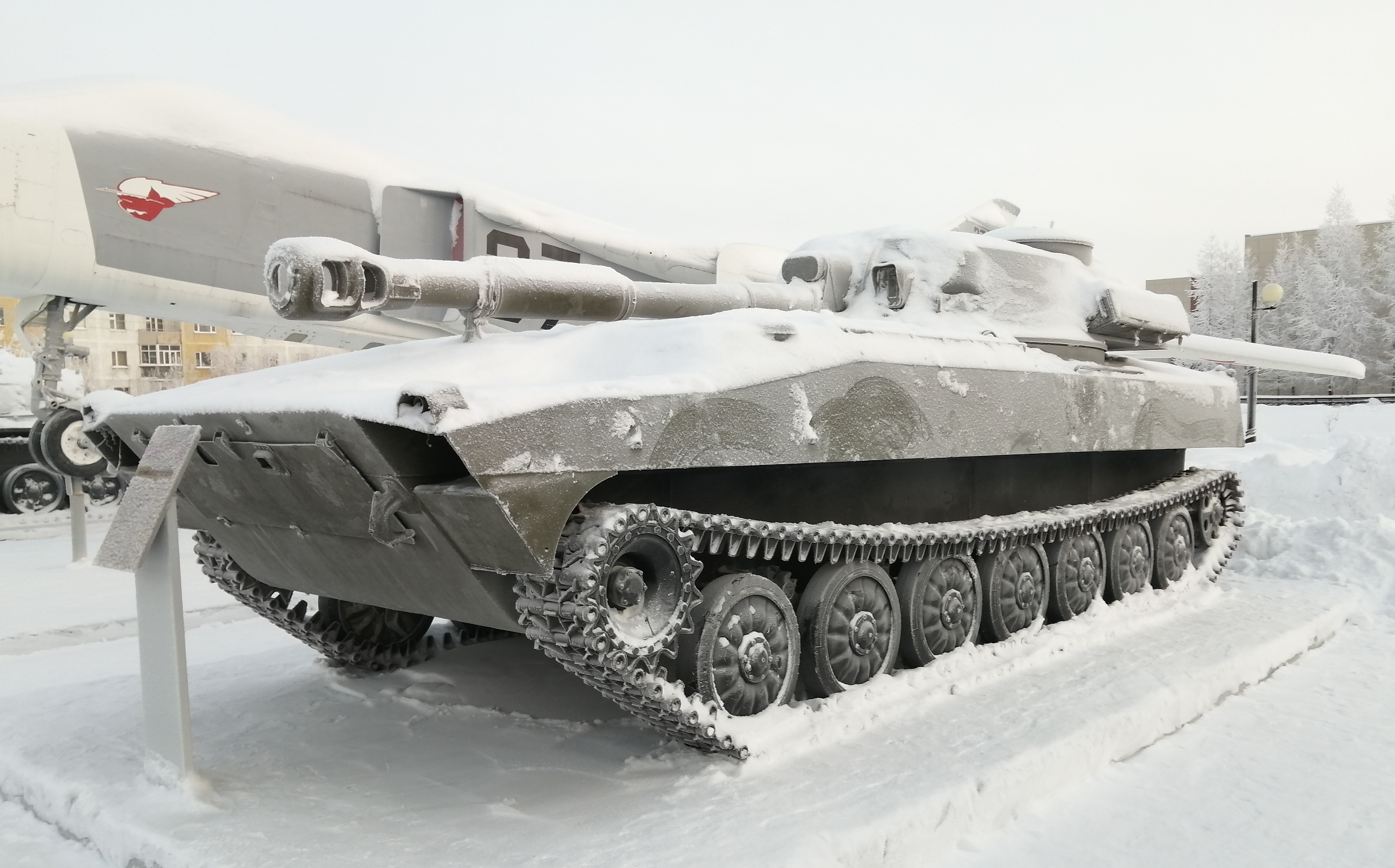
В г. Новый Уренгой на площади Памяти

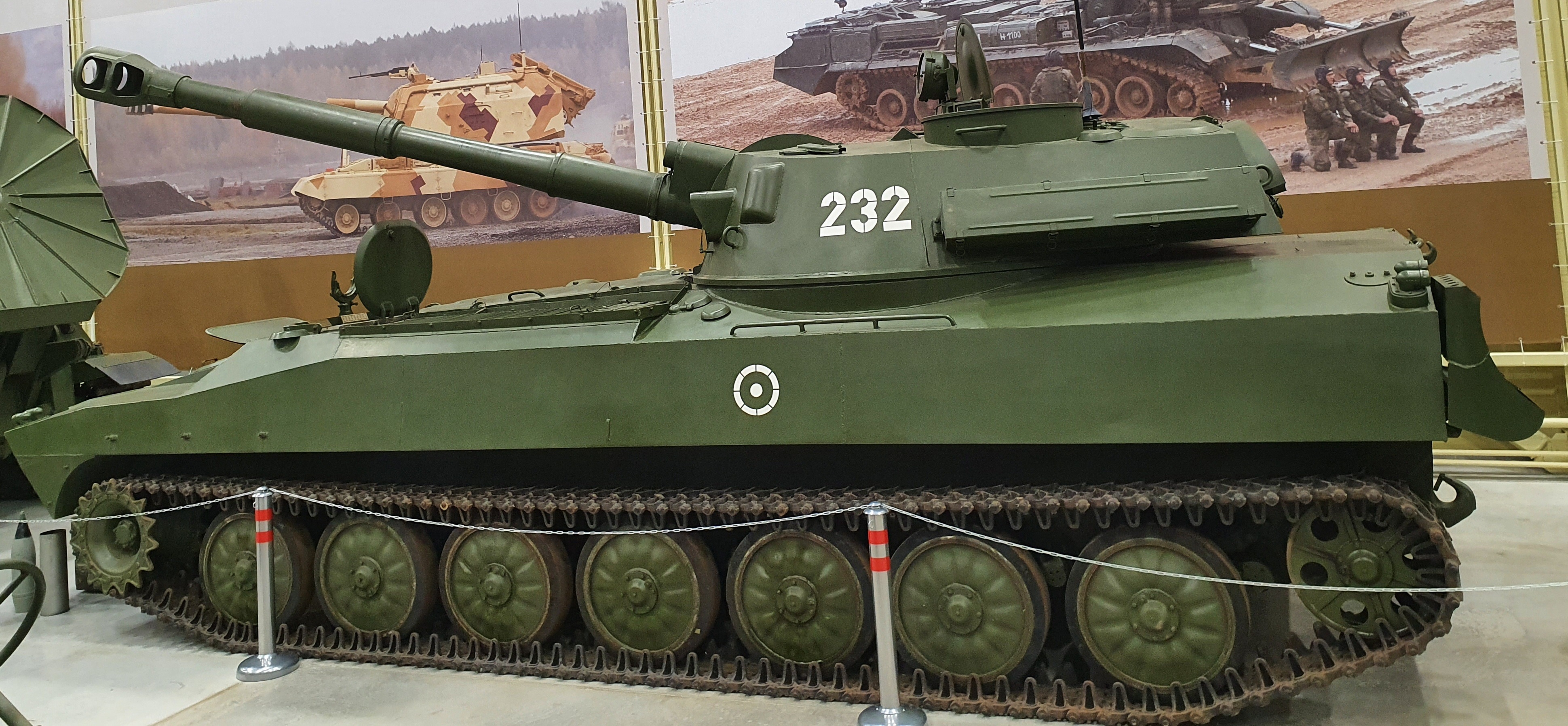
САУ 2С1 «Гвоздика» в Музее отечественной военной истории в Падиково

  - г. Верхняя Пышма, Свердловская область — Музейный комплекс УГМК;
  - п. Архангельское, Московская область — Музей техники Вадима Задорожного;
  - г. Брянск — Мемориальный комплекс «Партизанская поляна»;
  - г. Красноармейск (Московская область) — на постаменте у входа в ФКП «НИИ „Геодезия“»;
  - г. Малоархангельск (Орловская область) — на постаменте у въезда в город;
  - г. Москва — Парк Победы;
  - г. Москва — Центральный музей Вооружённых Сил;
  - г. Москва — на постаменте учебного центра РОСТО ЮВАО;
  - г. Москва — Московское суворовское военное училище;
  - г. Новый Уренгой — на площади Памяти;
  - г. Осинники — Музей военной техники;
  - д. Падиково Московской области — Музей отечественной военной истории;
  - г. Пермь — Музей ОАО «Мотовилихинские заводы»;
  - г. Рузаевка — сквер 40-летия Победы;
  - г. Санкт-Петербург — Военно-исторический музей артиллерии, инженерных войск и войск связи;
  - г. Тюмень — Сквер пограничников;
  - г. Уфа — Парк Победы;
  - г. Чебоксары — Парк Победы;
  - г. Ялуторовск — Ялуторовский музейный комплекс;
  - р. п. Крутинка (Омская область) — военный мемориал;
  - р. п. Полтавка (Омская область) — военный мемориал;
- Беларусь:
  - г. Гомель — Гомельский областной музей военной славы;
  - д. Лошаны — Историко-культурный комплекс «Линия Сталина»;
- Казахстан:
  - г. Астана — Музей вооружения и военной техники Вооружённых сил Республики Казахстан;
- Польша:
  - г. Быдгощ — Музей сухопутных войск[пол.];
  - г. Варшава — Музей Войска Польского;
  - д. Витошув-Дольны — Музей оружия и военной техники;
  - г. Познань — Музей бронетанковой техники;
  - г. Торунь — Музей артиллерии[пол.];
- США:
  - Абердинский испытательный полигон — открытая экспозиция бывшего Артиллерийско-технического музея[англ.];
  - Портола-Вэлли[англ.] — Музей бронетехники Жака Литтлфилда[англ.];
  - Форт Льюис — Льюисский музей армии[англ.];
- Чехия:
  - г. Лешаны — Военно-технический музей Института военной истории Чешской Республики;
- Украина:
  - г. Киев — Музей Великой Отечественной войны;
  - г. Киев — Национальная академия обороны Украины;
  - г. Луцк — Волынский региональный музей украинского войска и военной техники;
  - г. Николаев — Памятник в аллее Боевой Славы;
  - Спадщанский лес — Музей партизанской славы «Спадщанский лес»;
  - г. Шостка — Шосткинский краеведческий музей;
  - г. Запорожье — Музей техники Богуслаева Архивная копия от 6 марта 2019 на Wayback Machine;
- Азербайджан:
  - г. Баку — Парк военных трофеев[141]

### Сноски
1. ↑  При стрельбе иностранными снарядами ERBB 122 HB максимальная дальность стрельбы может составлять до 21,9 км.
2. ↑  Активно-реактивные снаряды не входят в штатный боекомплект как 2С1, так и 2С34.
3. ↑  Отличается от снаряда 3ОФ56 использованием железо-керамического пояска вместо медного.
4. ↑  Отличается от снаряда 3ОФ7 использованием железо-керамического пояска вместо медного.
5. ↑  Отличается от снаряда 3ОФ24 использованием железо-керамического пояска вместо медного.
6. ↑  Отличается от снаряда 53-ОФ-462 использованием железо-керамического пояска вместо медного.
7. ↑  На максимальном заряде.
8. ↑  Отравляющее вещество Р-43 (вязкий люизит).
9. ↑  Отравляющее вещество Р-35 (зарин).
10. ↑  Согласно документам ГДР, на момент объединения у Восточной Германии имелись 374 САУ 2С1, однако ФРГ была зафиксирована передача только 372 машин.